# Su-27 (航空機)
 Su-27 / Су-27  フランカー
Su-27SKM
- 用途：戦闘機
- 分類：制空戦闘機、マルチロール機
- 設計者： スホーイ設計局
- 製造者：

  -  イルクーツク航空機工場（ロシア語版）
  -  KnAAZ
  -  瀋陽飛機工業集団
- 運用者：
 ロシア（空軍、海軍）
 ウクライナ (空軍)
 中国（空軍、海軍）
- 初飛行：1977年5月22日
- 生産数：680機[1]
- 運用開始：1985年
- 運用状況：現役
- 派生型：#基本型・発展型の型式

Su-27（スホーイ27、スホイ27；ロシア語: Су-27 スー・ドヴァーッツァチ・スィェーミ）は、ソ連のスホーイ設計局が開発した戦闘機。現在もロシア、旧ソ連諸国や第三世界で使用、改良された本機はアメリカのF-15 イーグルにも匹敵する極めて高い格闘性能や長大な航続距離を誇る。
艦上機型であるSu-33、戦闘爆撃機型であるSu-34、第4++世代ジェット戦闘機であるSu-35など多数の派生型が開発されている。
ロシアでは、スホーイ設計局航空機の愛称として「スーシュカ」（Сушка）や「スハーリ」(Сухарь)とも呼ばれる。
一般的には「フランカー」（英語: Flanker：ラグビーやアメリカンフットボールのポジションの一つ）という名で知られており、これは北大西洋条約機構 (NATO) がつけたNATOコードネームである。このコードネームは後に逆輸入され、ロシア国内でもフランカー（Фланкёр）の呼称が使用される場合がある。なお、西側諸国ではこの機体の愛称として「ジュラーヴリク」（Zhuravlik、Журавлик）という名が紹介される場合があるが、本国ロシアでは公式、非公式問わず Журавлик の愛称は使用されていない。

## 開発までの経緯
1960年代終わり、ソ連防空軍は新たな防空戦闘機の開発を計画、想定敵西側諸国、特にアメリカとイギリス保有の超音速／遷音速長距離爆撃機、及び開発中と見られるXB-70新型超音速爆撃機に対しては既にMiG-25の配備と後継機MiG-31の開発が進められていた。しかし、アメリカがMiG-25に対抗するため新型戦闘機開発を進めていたことから、ソ連空軍／防空軍としてもそれらに対抗しうる新型防空戦闘機の開発が急務とされていた。
従来、防空軍にとっての「迎撃戦闘機」として求められる要件は以下のようなものであり、実現の過程において必然的に機体の大型化を招いた。
- 敵機侵入空域にいち早く急行するための高速飛行性能（そして、それを発揮させるための大出力エンジン）
- 大出力エンジンによる高速性能の発揮・航続能力を両立させるための大きな燃料搭載量（広大なソ連領内での運用には、長大な航続距離が必要とされるため）
- 長距離空対空ミサイルとその火器管制装置の搭載能力（大型の戦略爆撃機を極力遠距離で撃墜するため）
- 空力抵抗や兵装減少を招く増槽を搭載しない（能力を阻害しないため）
- 可能な限り全てを機内搭載する

なお、それまでに完成した迎撃戦闘機は、いずれも長射程の空対空ミサイルを装備して超音速で飛行すること以外の能力を殆ど持たない「対爆撃機迎撃専用機」として開発・配備されることになった。しかし、アメリカ空軍が空中給油の技術を完成させて小型の戦闘機に対する空中給油を可能にしたことにより、長距離戦略爆撃機にも戦闘機の護衛が付くこととなった。さらにベトナム戦争の戦訓から、領海に接近した空母機動部隊（現 空母打撃群）の搭載機による対地攻撃が大きな脅威となることも認識されるようになった。これらのために、防空戦闘機であっても爆撃機以外との空中戦が発生することが想定されるようになった。そのため、爆撃機のみを対象とした機動性能の低い「対爆撃機迎撃機」では機動性能で勝る戦闘機に対して大きく劣ることになる、と判断された。新型防空戦闘機の開発に当たっては、従来の「高速性能」「航続能力」「長射程対空兵装の運用能力」「多弾数搭載能力」に加えて「敵戦闘機と充分な機動戦闘が行える空中機動性能」が求められることとなった。この要求に基づいて、スホーイ設計局に設計開発が命じられた。

## 開発

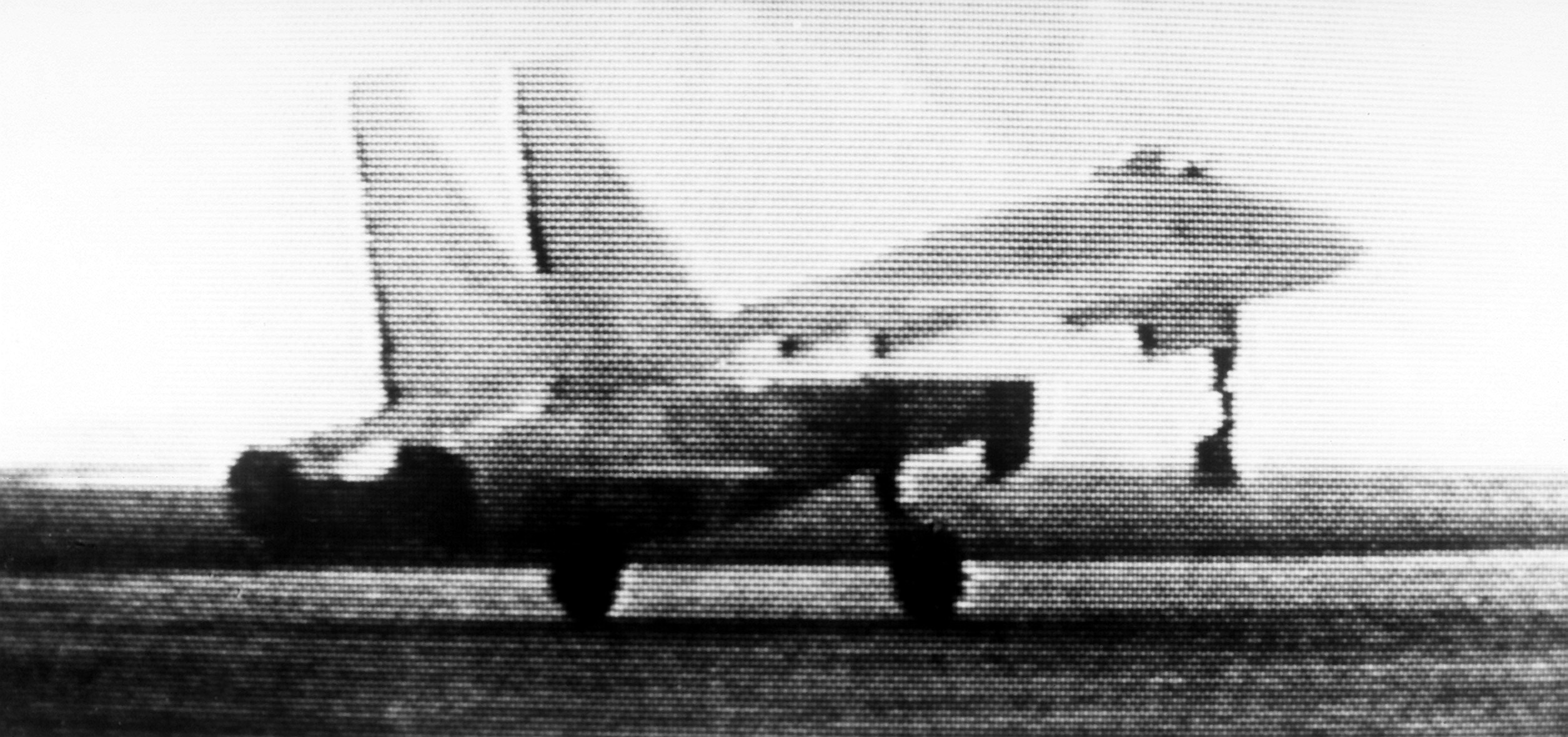
試作機型 T-10 主翼上に渦の交わりを防ぐために境界層板が取り付けられているが、交わる渦に境界層板からの渦が加わるという結果となり、逆効果となっている。

当局の命令に応じ、スホーイ設計局ではTsAGI（中央流体力学研究所）の研究結果を基に、流体工学的に優れているとされる機体形状を追求した機体の設計を進めた。提出された案は当局の認可を得て正式に「T-10」の設計局内名称が与えられ、試作機の製作が行われた。
T-10は“オージー翼”と呼ばれる緩やかな曲線を描いた後退翼の主翼を持つ機体であった。この機体は、ソビエトの実用戦闘機としては初のフライ・バイ・ワイヤによる機体制御を実装して完成され、1977年5月20日にはウラジーミル・イリューシンの操縦により初飛行し、各種の飛行テストが進められた。しかし、飛行の結果は好ましいとはいえなかった。迎え角が8度を超えるとLERXと主翼前縁から発生した渦が大きくなって交わり、気流が翼面から剥離することで激しい振動が発生するなど空中安定性が著しく不安定で、機体制御を司る電子機器の信頼性が低く、操縦安定性が極めて低く危険なものであった。1978年には試作2号機であるT-10-2が完成し、さらなる飛行試験が続けられた。しかし、T-10-2は超音速飛行試験中に主翼が空中分解を起こして墜落、パイロットのイブゲニー･ソロビヨフが死亡するという事故を起こした。

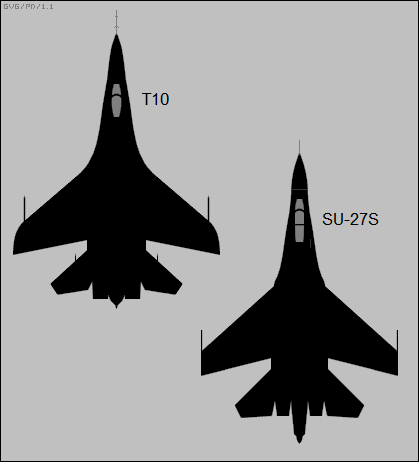
上面から見た、試作機T-10と量産型Su-27Sのシルエット。

この事故もあり、前任者のナウム・チェルニャコフが病気になったため計画担当になっていたミハイル・シモノフは、T-10設計の根本からの見直しを徹底的に討議・検討し実行した結果、機体のほぼすべての箇所で設計の見直しが行われた。設計が変わった代表的な点は以下の通り。
- T-10の特徴であったオージー翼をクリップトデルタ翼に変更。主翼前縁には前縁フラップを追加したほか、主翼後縁の操縦翼面を、内側のフラップと外側のエルロンから、双方の役目を兼用するフラッペロンに変更[注 2]。
- ランディング・ギアの前脚の収納方式の変更[注 3]。
- エアー・ブレーキは、左右の主翼下面前部の付け根付近で各1枚が下に展開する方式[注 4]から、F-15と同様に胴体上部の1枚が上方に展開する方式に変更。
- 2つの垂直尾翼を、左右エンジンナセルの上部からエンジンナセル外側に張り出したアウトリガーに上部に移設[注 5]して垂直尾翼同士の間隔を広げると共に、アウトリガー下部にベントラルフィンを追加。
- 胴体後部のエンジンの間を、薄い平板状のビーバー・テイルから長いテールコーン状に変更して、空気抵抗を減らすとともにドラッグ・シュートとチャフ・フレア・ディスペンサーが装備可能とした。

これらの設計改良が行われた試作7号機以降は、名称も「T-10S-1」と改称され、1981年4月20日にチーフテストパイロットであるウラジーミル・イリューシンの操縦により初飛行した。
ちなみにシモノフはこの時に生じた設計局内の軋轢により、設計が一段落した1979年に航空工業省の科学・新技術担当次官として引き取られたが、1983年1月に設計局長としてスホーイに復帰している。
T-10S-1の完成により、飛行性能は大幅に改善された。満足する性能を実現したとしてソビエト防空軍及び空軍への導入も決定した。その後、主翼端を曲線形状から直線形状に変更して、そこに空対空ミサイルのランチャーを取付け、垂直尾翼の上端の形状を水平にカットした形状から、前方から後方にかけて斜めにカットした形状に変更する改良が行われた。その後、「Су-27」の制式名称が与えられて量産が開始され、1982年11月には初期量産型の初号機がロールアウトしたが、開発段階からアビオニクス（電子機器）において、多くのトラブルが発生していた影響により、試験と評価のための引渡しが開始されたのは1985年までずれ込こんだ、配備は1986年から開始されている。
翌年にはコラ半島の沖合を飛行中にノルウェー空軍のP-3B対潜哨戒機から写真撮影され、初めてその姿を西側に曝した。その際にP-3は従来のジェット戦闘機では追随できないほどの低速でSu-27をやり過ごそうとしたがSu-27は同じ速度で追随し、P-3と接触事故を起こし国際問題となった。

## 設計・性能
機体は、胴体から主翼へなめらかに変化させたブレンデッドウィングボディを採用し、主翼は、前縁にドループ・フラップと後縁に翼幅の2/3程度のフラッペロンを装備している。また、主翼前縁の付け根からコックピットの下部まで長く伸びたLERX（前縁付け根延長）が形成されており、機体の重心位置の前方において揚力を発生させて、機首上げのモーメントを大きくすることにより、大きな迎角での飛行を可能としている。尾翼の垂直尾翼は垂直に取付けられており、水平尾翼は全遊動式で、ピボット（旋回軸）の位置を胴体尾端に置いており、水平尾翼が下げ位置になっても空気抵抗が発生しないように、引き込み式の流線型のフェアリングが装備されている。水平尾翼は左右の水平尾翼を差動させるすなわちテイルロンであり、ピッチ軸（ピッチング）の操縦だけでなくロール軸（ローリング）の操縦にも使用される。
操縦装置は4重のアナログ式フライ・バイ・ワイヤ方式を装備しているが、それにより機体を制御できるのはピッチ軸（ピッチング）だけで、ヨー軸（ヨーイング）は安定増強を行うだけとなっている。4基の飛行操縦コンピュータには、エアー・データ・ソースが別々の所から送られており、機体に掛かる最大過重では＋8.5Gから－2.5Gまでの間、迎角では30度から35度までの間で制限している。しかしパイロットが飛行中に操縦桿を15kgの力で一杯に引くことによりリミッター解除スイッチが作動して、その制限を解除することができる。また、あらゆる高度においても、操縦席にあるボタンを押すだけで機体を自動的に水平直線飛行に戻すSAU-27自動飛行操縦装置も装備されており、地上の管制ステーションやAWACS（早期警戒管制機）から機体を直接制御することが可能である。

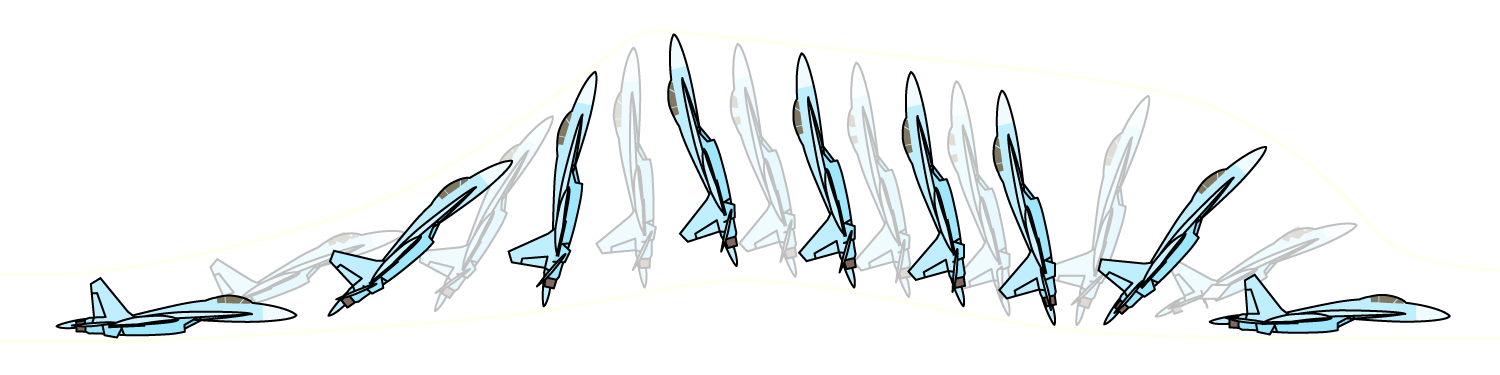
プガチョフ・コブラ

Su-27の最大の特徴は上記の優れた空力特性と強力なAL-31エンジンがもたらす機動力である。これにより、格闘戦の速度域となる850km/h～1100km/hで、最大瞬間旋回率(12Ｇ、32°/s)を誇る。残存燃料や武装状態が飛行性能に影響することを念頭に置く必要があるが、これは同じ速度域でのF-15Cより優れた格闘能力を示す数値となっている。また失速領域においても高い姿勢制御能力(ポストストール特性)を持ち、プガチョフ・コブラという特異な機動を可能とする。これは水平飛行状態から軌道と高度を維持したまま急激に機首を上げ（高迎え角状態）、失速寸前まで速度を落とすポストストール・マニューバの１つであり、1989年のパリ航空ショーでテストパイロットのヴィークトル・プガチョーフの操縦によって初めて西側諸国の前で披露され、注目を浴びた。

### コックピット

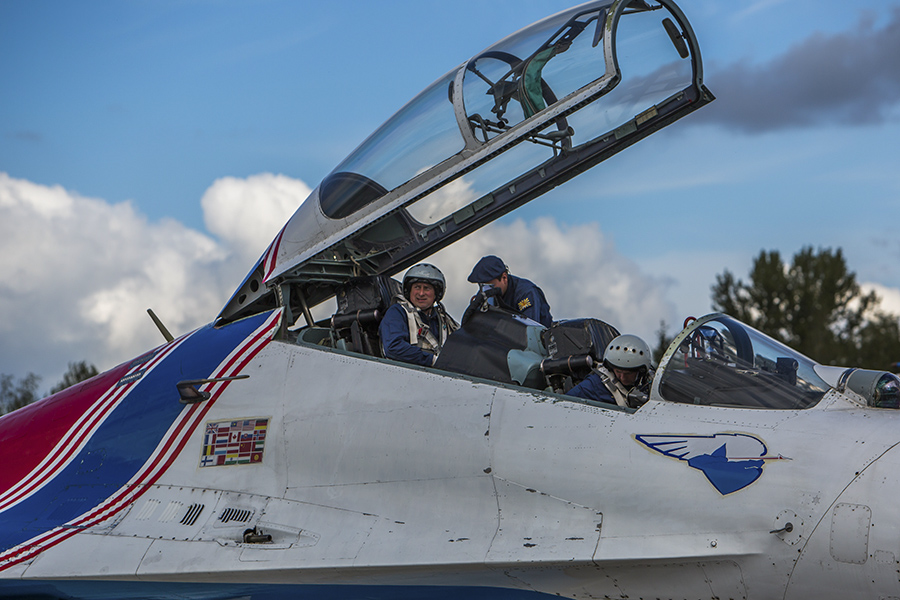
ロシア航空宇宙軍の曲技飛行隊「ルースキエ・ヴィーチャズィ」のSu-27UBのコックピット。

Su-27のコックピットは、前部胴体の上面に大きく突き出ている。また、前部風防やキャノピーの枠は境界線部分以外すべて廃止されており（タンデム複座型の場合は、前後席の境界線部分に枠がある）、涙滴型の風防と合わせて、それ以前のソ連製戦闘機に比べて（主に後方、側面下方の）視界が広くなっている。
さらに、Su-27UBやSu-30系列に代表されるタンデム複座型では、それまでのソ連製戦闘機の複座型に比べると後部座席がかなり高めに配置されており、後席搭乗員にペリスコープが無用なほど良好な前方視界を提供している。

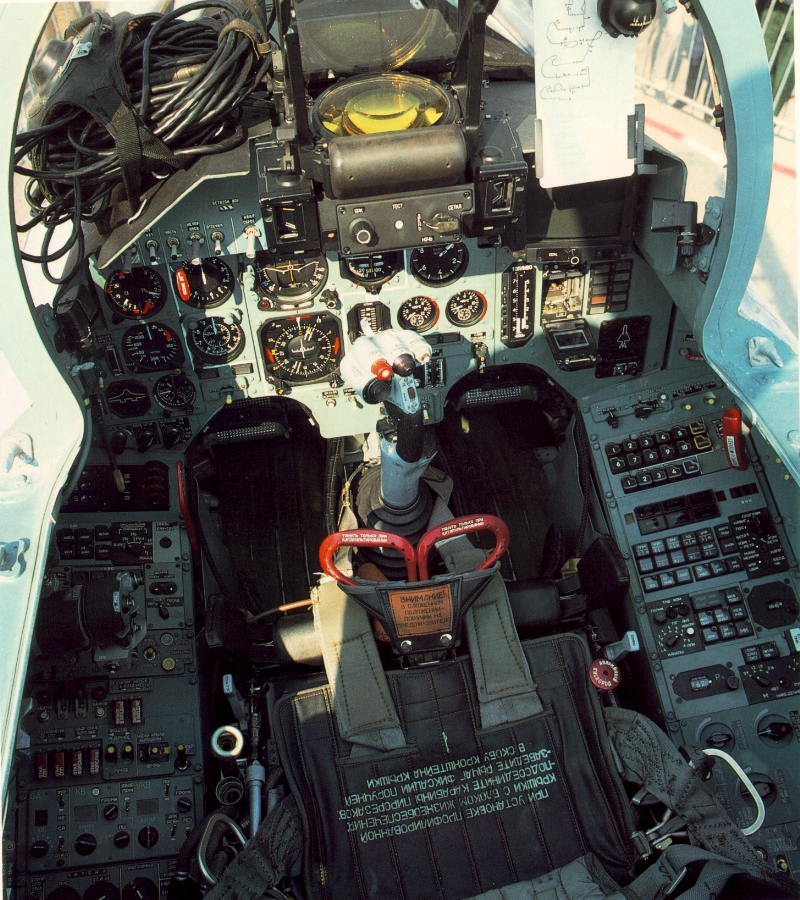
Su-27のコックピット。

計器類は、正面のHUDと、HUDの右下にあるモノクロCRT式レーダー・ディスプレイ以外は従来型の計器類で占められている。ただし後の改良型では、カラー液晶式MFDを装備してのグラスコックピット化が進められている。
射出座席は、NPP ズヴェズダ製のK-36Dを搭載する。

### エンジン
エンジンは、リューリカ＝サトゥールン AL-31 アフターバーナー付きターボファンエンジンを2基、胴体下面のエンジンナセルに搭載している。
エンジンのエアーインテークには、コンピュータ制御の可変式の取入れ口ガイドベーンが装備されており、飛行中での高機動時において発生するエンジンのコンプレッサー・ストールを防いでいる、また、荒れた飛行場で離着陸する際に異物がエンジンに入るのを防ぐ目的で、グリッド式の異物進入防止柵を装備しているほか、エアーインテークの側面にはルーバー型の補助空気取入れ口が装備されている。

### 兵装

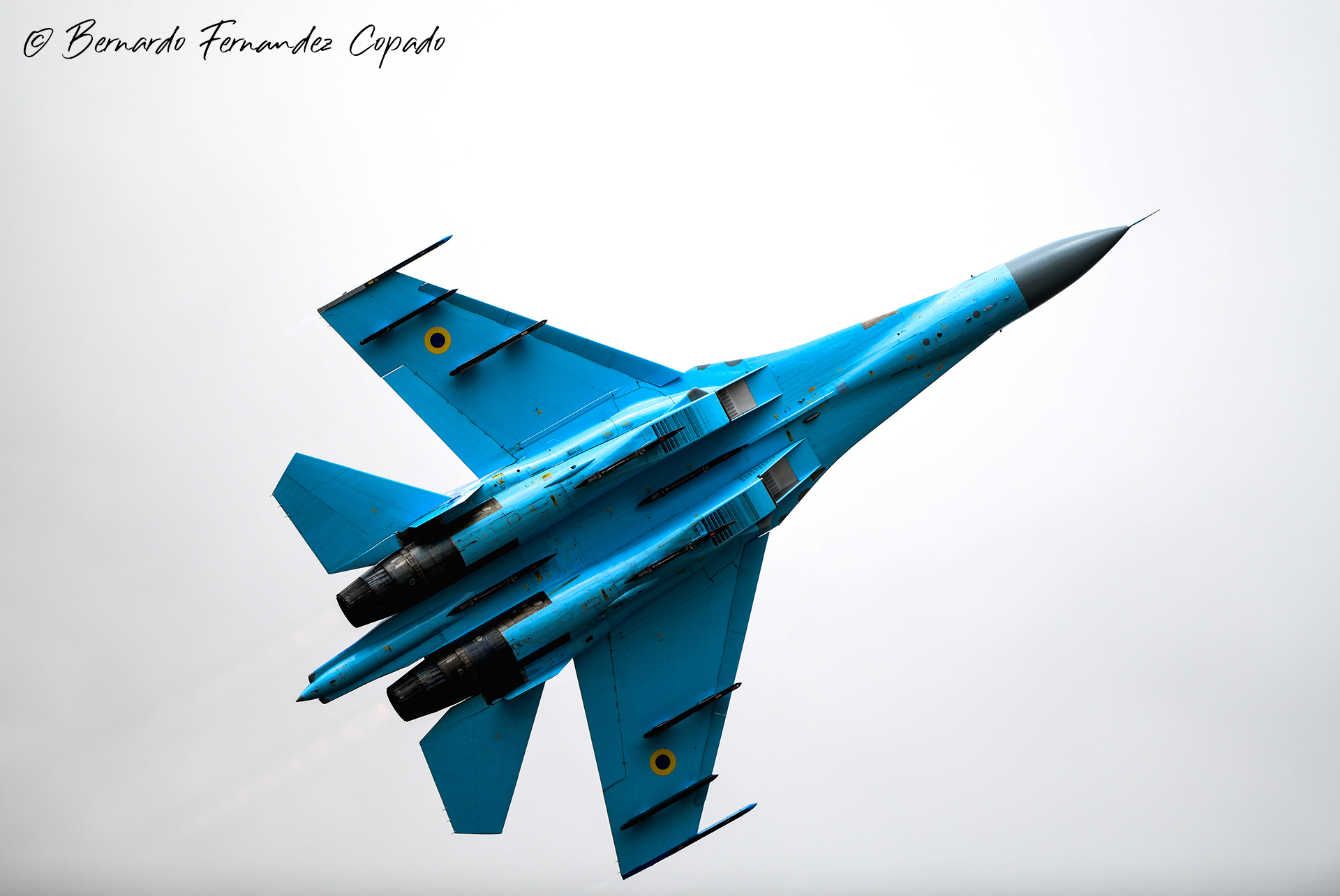
下面から見たウクライナ空軍のSu-27。10か所のハードポイントには全てパイロンが設置されている。

また、Su-27は長大な航続距離とミサイル搭載能力も持ち合わせている。増槽を使わずに機内燃料のみで約10トンのミサイルを搭載した上で約4,000キロメートルの飛行が可能である。
機関砲については、MiG-29と同型のGSh-30-1 30mm機関砲を1門、右舷LERX上面の付け根部分に装備している。
ハードポイントは、両主翼端と、両主翼下に2か所ずつ、左右エンジンナセル下に1つずつ、さらに胴体中心線下に前後2つの、合計10か所に配置されている。また、後述のように翼端のミサイル発射レールを、電子戦ポッドに交換することも可能である。
空対空ミサイルをフル装備する場合は、オフボアサイト射撃能力を持つ短距離空対空ミサイルのR-73を4発（左右の主翼端と、主翼下外側のハードポイントに装備）、中距離空対空ミサイルであるR-27を6発（主翼下内側とエンジンナセル下、胴体中心線下の2つのハードポイントにそれぞれ1つずつ）搭載するのが標準となっている。なお、Su-27の発展型の機体が搭載する射程延長型のR-27EMは約110 キロメートルの射程を持つとされる。また、最新型のR-77は約90キロメートルの射程とされている。
空対地兵装については、初期のSu-27Sでは無誘導爆弾（ナパーム弾やクラスター爆弾を含む）と無誘導ロケット弾しか使えなかったが、後に開発された派生型や既存のSu-27を改修したSu-27SMでは、様々な空対地ミサイル・空対艦ミサイルや誘導爆弾を装備可能となっている。

### アビオニクス
Su-27の他の特徴として、IRST、レーザー測距装置や、Shchel（露: Щель）または Sura（露: Сура）ヘルメット装着目標指示装置 (HMD)やTKS-2と呼ばれる通信システムがあげられる。
- IRSTは、UOMS製のOPES-27と呼ばれる赤外線を探知する装置で、コックピットの風防前にその収容部があり、最大で約50キロメートル先の目標まで探知することができる。レーダーは電波を探知されるのを防ぐため運用にある程度の制約がつくが、電波などの放出がないIRSTは、探知される危険性がないため運用の制限はない。一部ではこの機能によって「F-22が撃墜できるのではないか?」という推論もあるが、F-22は赤外線放出の減少も図られているため探知は困難とも考えられている。
- レーザー測距装置は、IRSTと同じく収容部に収められており、IRSTで探知した目標との距離を測定して（IRSTでわかるのは目標の方向のみで距離がわからない）目標の攻撃に必要な各種データを揃える。レーザー測距装置は約18キロメートル程度までしか使用できないが、編隊内の戦闘機間でのデータリンクにより、他の機体で測定した距離と自機で測定した距離、自機と他の機体との位置関係を利用した三角測量で目標との距離を算出でき、その目標データを編隊内の戦闘機間で共有できる。また、データリンクはIRST、レーザー測距装置、レーダーで探知した目標データを、戦闘機間だけでなく、AWACS（早期空中警戒機）や地上の管制施設とも共有できる。
- HMDは、従来のヘッドアップディスプレイ（HUD）とは違い、ヘルメットに照準用の画面を映し出すシステムで、Su-27ではヘルメットが動くとコックピットの風防前の収容部に装備されているIRSTのセンサーがリンクして動くようになっており、照準用の画面と共にIRSTにより、敵機のエンジン排気から放出する赤外線を探知する。それを自機に搭載された、オフボアサイト能力を持つR-73ミサイルの間でリンクすることで、機軸から左右60度の角度までの範囲にある目標に対してミサイルをロックオンせず発射して、その後のIRSTの追尾により、敵機の座標を、中間指令誘導によりミサイルに送ることで、発射後に目標をロックオンして目標を追尾することができる。

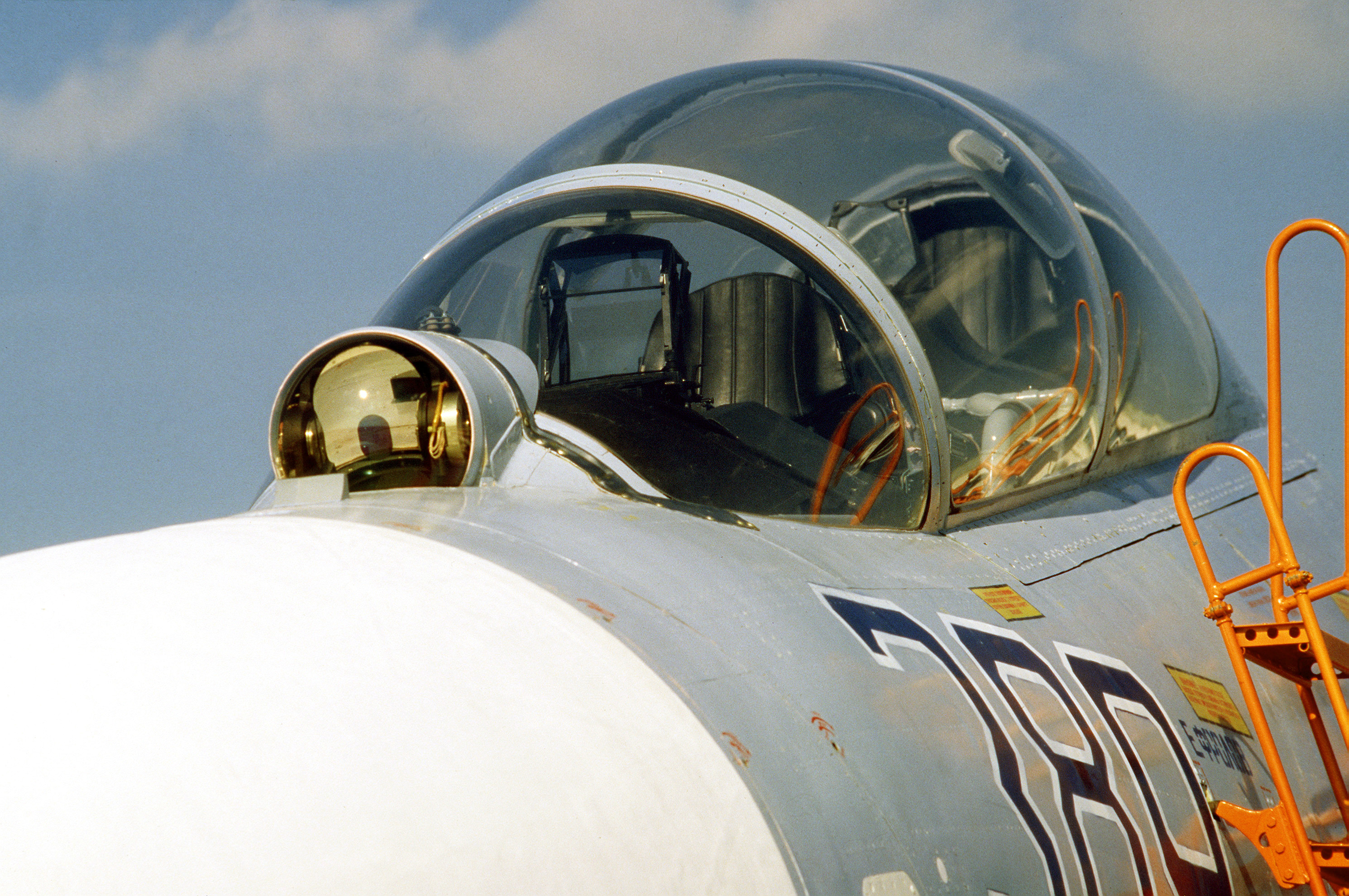
Su-27UBのコクピット周り。コクピット前方に設置されているのは、IRST（赤外線捜索追跡システム）とレーザー測距装置の入ったセンサー収容部

高い機体性能をもつSu-27だが、アビオニクスは西側と比べ総合的には劣っている。Su-27に搭載されているレーダーは、N001メーチ（NATOコードネーム スロット・バック）パルス・ドップラー・レーダーで、基本的にはMiG-29の装備しているN019 ルービンレーダーと同じだが、機体がより大きいため、レーダーのアンテナ直径は大きくなっており、ルックダウン・シュートダウン能力を持ち、最大10目標の探知が可能で、戦闘機クラス(レーダー反射断面積が3メートル2程度)の目標に対する最大探知距離100キロメートル、目標の最大追跡距離75キロメートルの性能を持っている。レーダー画像の表示は、コックピット前方計器盤右上部にある小型のスクリーンに表示されるが、合成開口レーダーの画像はヘッドアップディスプレイ（HUD）にも表示が可能である。しかし、NATOのものと比べると、探知距離・探知数ではそれほど劣らないものの、捜索中追尾能力が無いため、ある目標をロックオンすると、他の目標の捜索や追跡が不可能となり、複数目標の同時ロックオンが出来ない（ひいては複数目標への同時攻撃能力がない）など他の面でかなり劣る部分があった。そのため、第1目標ロックオン後の第2・3の目標については、地上の警戒レーダーやAWACS（早期空中警戒機）などで目標を捕捉してもらい、その中から優先する攻撃目標の指示をそれらから受けることによりその問題をカバーしていた。発展型ではレーダーの換装が行われており、輸出型のSu-27SKでは、同時攻撃能力が付加され2目標のロックオンが可能なN001VEとなり幾つかのレーダーモードが追加された。また、既存のものについても最終的にN001VEPに換装された。
また、複座型のSu-27UBは、ソ連空軍・防空軍の戦闘機としては初めて、機種転換訓練用の複座型にもレーダーを搭載し、単座型とほぼ同等の戦闘能力が付与されているのも特徴である。この特徴は、後にマルチロール型複座機のSu-30シリーズを生み出すことに繋がった。
その他に自己防御装置としてSPO-15"ベリョーザ"レーダー警報システムを搭載しており、その受信部を垂直尾翼後縁に取付けている、これは、相手の航空機から発信されるレーダーなどの電波を受信して、システムに内蔵された情報ライブラリーと照合することにより、脅威電波の識別と度合いのほか、その方向、距離、システムの型式を表示できるようになっている。相手のレーダーを妨害するアクティブ方式の妨害装置も搭載しているがその詳細は不明である。後部胴体中央のテールコーンの上にAPP-50チャフ・フレア・ディスペンサーが装備されており、96発のチャフまたはフレアカートリッジを搭載できるようになっている。また、主翼端のミサイル発射レールを外して、ソルブツヤ電子戦ポッドに換装することも可能である。

## ライバルとの比較
Su-27は、F-15やF-14など当時の新鋭戦闘機に対抗して作られた戦闘機であるため、比較の対象となることが多い。
初期型のSu-27は、現在の空中戦の勝敗を決定する上で最も重要なレーダーなど電子機器全般の性能が、F-15に比べて圧倒的に低く、早期警戒管制機 (AWACS) など後方支援を担当するシステムとの連携も劣っていた。しかし、後の改良によりデータリンクの導入、レーダーの近代化などが行われた結果、最新型のSu-35では見劣りしないものとなっている。
1992年にロシアのSu-27部隊がラングレー空軍基地を親善訪問した際、模擬空戦でSu-27がF-15Cに勝利したという情報もあったが、虚偽との情報もあり確かではない。
また、Su-27は同時期に開発されたMiG-29と比較されることも多い。しかし、スホーイ設計局では広大な国土を防空する用途として長い航続距離と高い積載能力をコンセプトにして開発されたのに対し、ミコヤン設計局では局地における格闘戦用途の戦闘機という方針で開発された。両設計局とも中央流体力学研究所（TsAGI）の研究結果を基にしたため基本形状が似ているが、その点に関してはMiG-29の項目を参照されたい。なお、1999年2月25日にエリトリアが使用しているMiG-29とエチオピアが使用しているSu-27が交戦した。Su-27がMiG-29を撃墜し勝利に終わっているが、その詳細についてもMiG-29の項を参照のこと。

## 発展型の開発
Su-27は多くの発展型が開発されている。

### ロシア

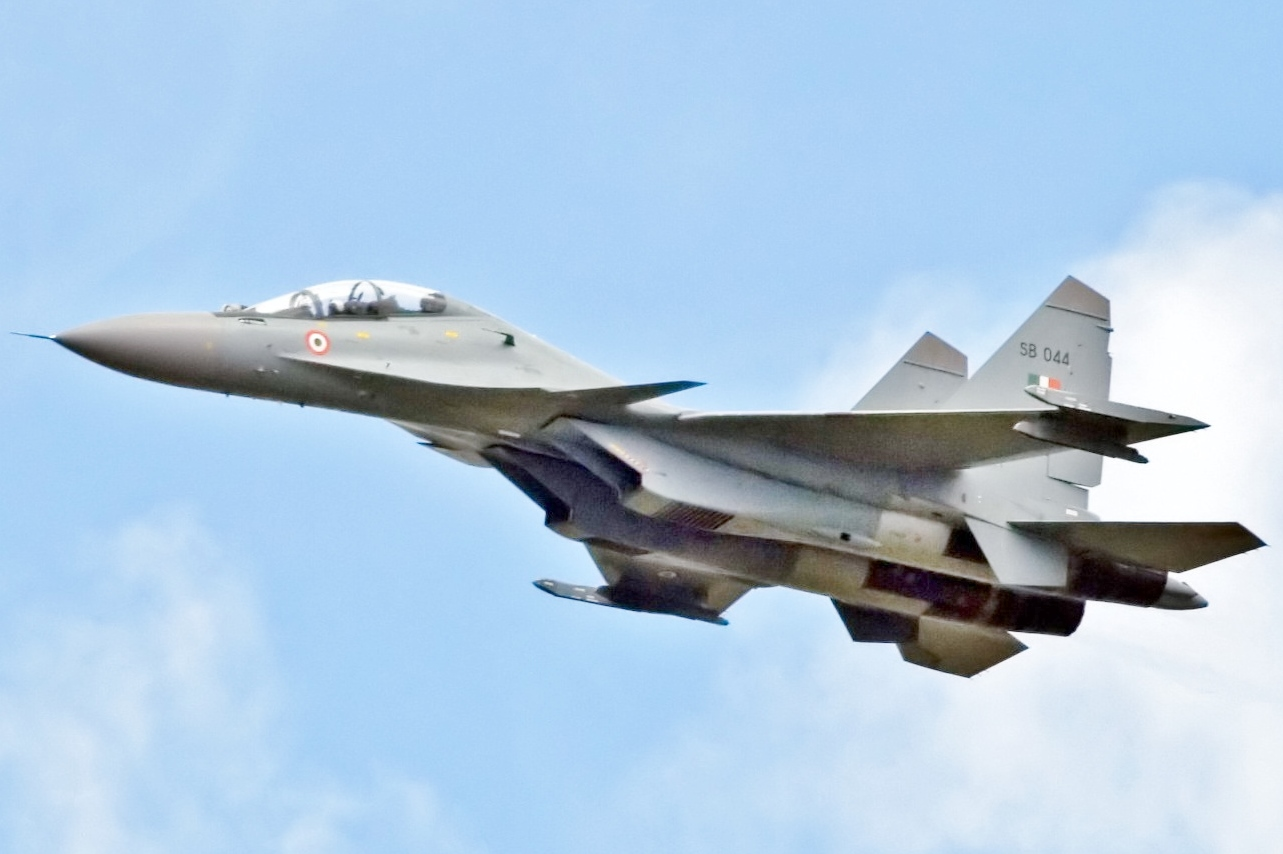
インド空軍のSu-30MKI

本国のロシアではまずSu-27の輸出型としてはダウングレード型（レーダーは、10目標同時追跡、2目標同時攻撃可能N001VEに強化）のSu-27SKとその複座型UBKが開発されている。この型は対地攻撃能力が追加、非誘導兵器のみ搭載可能、アビオニクスに関してはガルデーニヤECCM（Electric Counter Counter Measure：対電子妨害対抗手段）を中核とするLTTS統合防御システムが追加装備されている。これはF-15EのTEWS（内蔵型戦術電子戦システム）であるAN/ALQ-135と同等能力とも言われる。Su-27SK/UBKは中国に輸出されJ-11型 としてライセンス生産されている。また、Su-27を構造から見直し、後述のSu-33同様にカナードを装備しアビオニクスも強化したSu-35が開発され、さらに推力偏向ノズルを装備のSu-37が開発された。これらは量産されなかったが後にSu-30MKIなどにフィードバックされた。Su-35/37の計画中止後ロシア国内向けより先行していた輸出型の成果をフィードバックする形でレーダーやコックピットの近代化、対地攻撃能力の大幅強化などを行ったSu-27SMが開発されこちらは2002年12月27日に初飛行している。2003年からは輸出向けとして大幅に近代化したSu-35BMの開発が開始している。2008年に初飛行したがその当時輸出は成功せず結局ロシア空軍向けとして配備が進められた(のちに中国に輸出)。
艦載型としては構造を強化しテイルコーンを短縮、離陸距離を短くし、カナードを装備したSu-33が開発され。1987年に初飛行、アドミラル・クズネツォフの艦載機として配備されている。
複座型のSu-27UBからはSu-27PUが派生した。Su-27PUは戦術データで他のSu-27P、MiG-31およびその他の迎撃機をサポートするように設計されていたが、のちにSu-30と改名され、主に輸出市場向けのマルチロールファイターに変更されたことに伴い、航空機の本来の目的からは外れることとなった。その後、より発展したSu-30MK系列が開発されている。特にインド空軍に配備されているSu-30MKIは推力偏向システムを備えた初めての実用量産機として知られており、派生型がマレーシア（Su-30MKM）やアルジェリア（Su-30MKA）にも販売されたうえ、ロシア連邦軍でもSu-30SMとして採用されるなど、最も販売が順調なロシア製戦闘機となっている。このほか中国向けにSu-30MKIとSu-35の一部の機能(垂直尾翼等)を組み合わせたSu-30MKKとその発展型のMK2が開発されている。
戦闘爆撃機型としてはSu-34が開発された。これは中止となったT-10KM-2艦載練習機の配置をベースとした並列複座となっており、各パイロットに重複した計器が必要ないことが利点となっている。また、Su-24の実戦経験で確認された欠点を考慮に入れ17mmの厚さの装甲版でコックピットを保護している。1990年に初飛行したが開発は繰り返し停止し、2004年に最初の試作機が完成し、受領が開始されている。

### 旧ソ連諸国
小規模な近代化改修はウクライナやベラルーシでも行われており、ベラルーシではバラーナヴィチの第558航空機修理工場によって開発されたSu-27UBM1、ウクライナではザポリージャ航空機修理工場MiGremontによって開発されたSu-27-1Mがある。

### 中華人民共和国
Su-27をライセンス生産したJ-11Aや独自改良を行ったJ-11B、その発展型のJ-16、J-11Bをベースにウクライナから導入したSu-33の試作機を参考に艦載化したJ-15が開発されている。2014年現在、J-11単体では253機以上が配備されている。

## 基本型・発展型の型式
Su-27は艦上機型であるSu-33や戦闘爆撃機型であるSu-34など多数の発展型が開発されている。

### 試作機・実験機

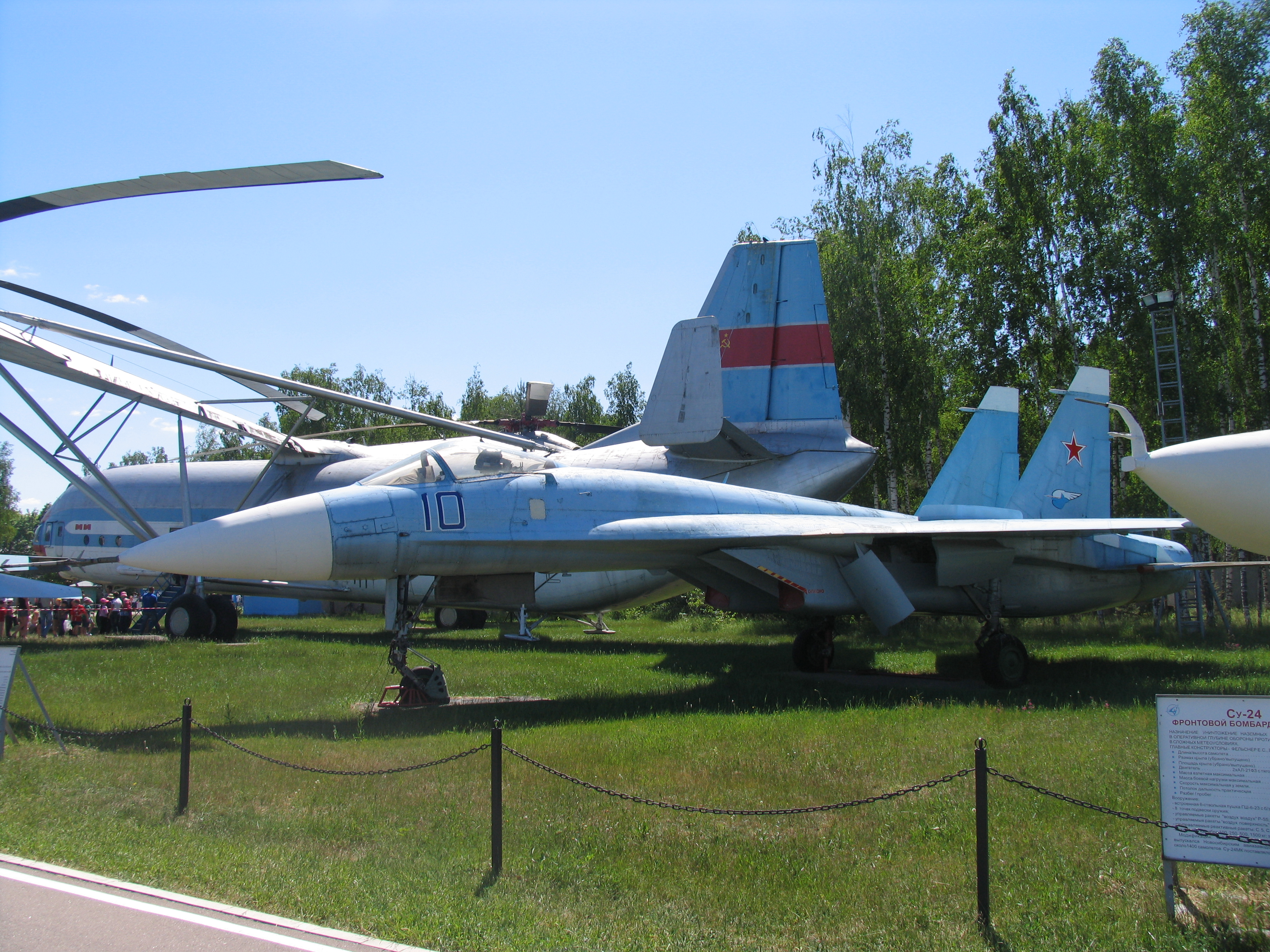
T-10 (T-10-1)

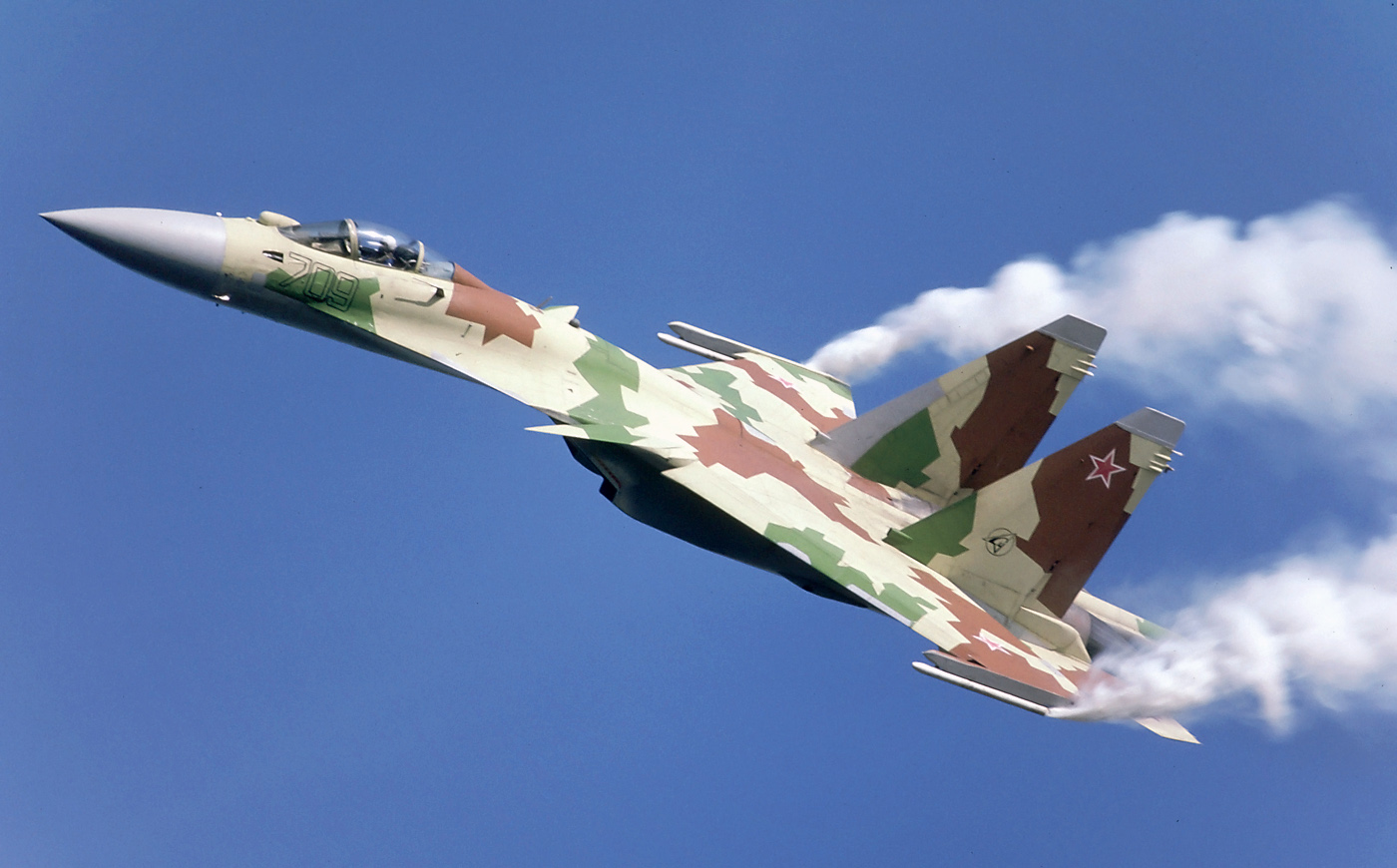
Su-27M (初代Su-35)

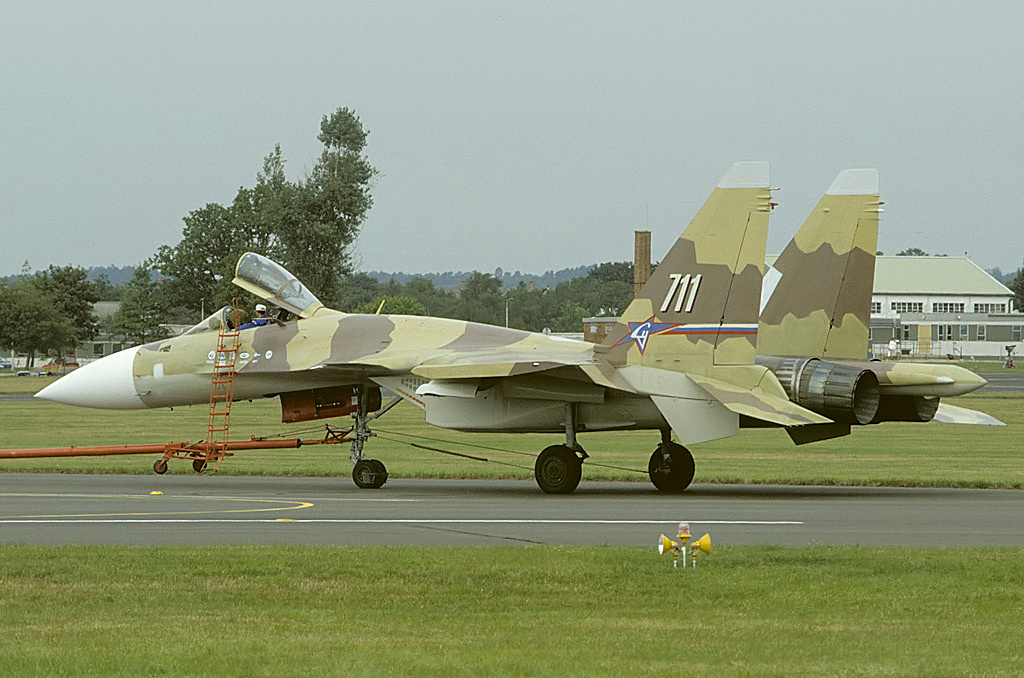
Su-27M2 (Su-37)

T-10
原型機。全面改良型である7号機 (T-10-7) 以降はT-10Sと呼ばれ、それ以前の製作機体は便宜的にT-10-1と呼ばれて区別される。偵察衛星で存在を確認したアメリカは当機をラムK (Ram-K) と呼んで識別し、NATOではフランカーA (Flanker-A) と呼んで識別。
T-10S
T-10試作7号機以降の名称。T-10の設計を全面的に見直した改良型。飛行性能が改善され当機が生産型の基本型となった。
量産型Su-27とはキャノピーの形状が異なっていることと、垂直尾翼の翼端が傾斜していないことで区別出来る。
T-10-20R
T-10Sのうちの1機（試作20号機）を周回速度記録用に改造した機体。
テイルコーンが延長されているほか、レドームがより空気抵抗の少ない形状のものに換装され、ハードポイントなどの武装関係は撤去されている。
T-10-24
T-10Sのうちの1機（試作24号機）に左右差動式（左右の翼が独立して動く方式）のカナード翼を装備した機体。別名T-10S-24。
カナード翼装備型の試験に用いられ、Su-33等の開発に貢献した。
T-10M/Su-27M/Su-35
カナードを装備して、アビオニクスを強化したマルチロール型試作機。12機が試作された他、3機が追加製造された。
T-10M-701
数機製作されたT-10MのうちT-10Sから改造された機体（T-10M 701号機）。他の機体と異なりベースが試作型Su-27のため機体形状が一部異なっている。
Su-37
T-10Mの試作11号機(T-10M-711)、12号機(T-10M-712)を改造して作られた強化発展機。T-10Mと同様採用はされず、研究機として運用された。
T-10V
ロシア語表記ではT-10Β。Su-27IB (Su-34) の試作型。

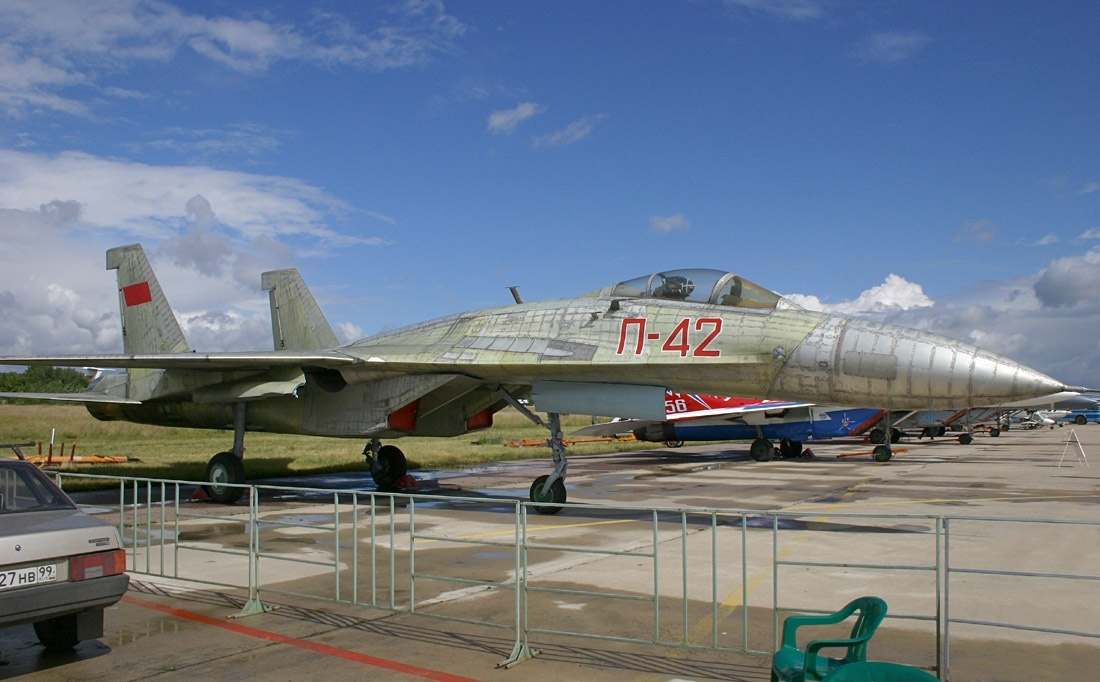
P-42
エンジンを推力にして1000kgほど強化した特別型であるR-32に換装し、必要最低限の電子機器のみを搭載した記録挑戦型。
1988年から各種の速度・高度記録に挑戦し27の世界記録を樹立した。
Su-27PD
長距離飛行を目的とした長航続時間試験機。空中給油装置の装備、IRSTの移動、尾部の改修がなされている。民間アクロチームのテストパイロッツ用に改修した機体は武装関係は撤去されている。
Su-27M / Su-27M2
主に輸出を目的として開発が開始されたSu-27の発展型。
Su-35
Su-27Mを改称。カナード翼を装備していた。NATOではフランカーE1 (Flanker-E1) と呼んで識別した。
Su-35UB
Su-35の複座型。Su-30MKIやSu-37の成果をフィードバックし、より高度なアビオニクスを搭載していた。
Su-37
Su-27M2を改称。Su-35の更なる発展型として開発が行われていたマルチロール型機。推力偏向装置をシリーズで初めて装備した。
2機製作されたが1機は墜落、もう1機は推力偏向装置が撤去されている。
NATOではフランカーE2 (Flanker-E2) と呼んで識別した。非公式愛称は「Терминатор（チルミナータル、英語のTerminator（ターミネーター）のロシア語表記／読み）」及び「スーパーフランカー (Super Flanker)」。

### Su-27S/P系列

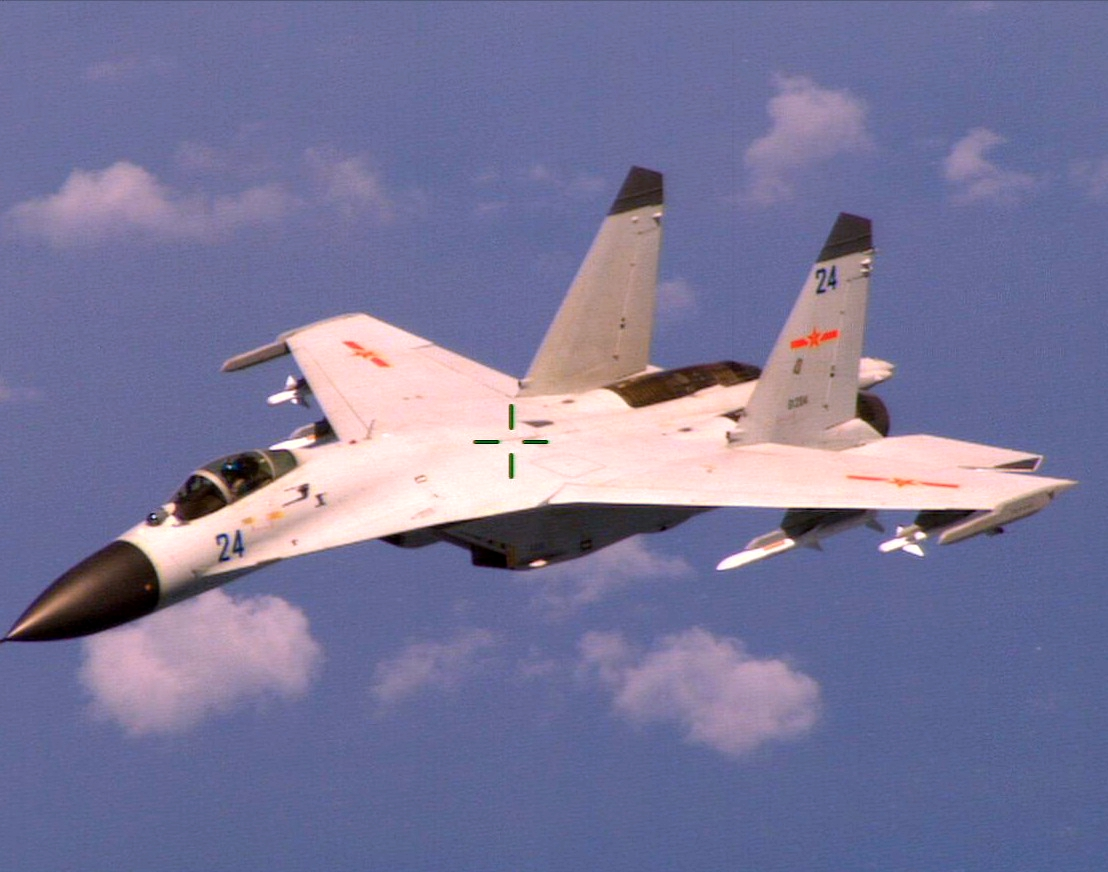
J-11B

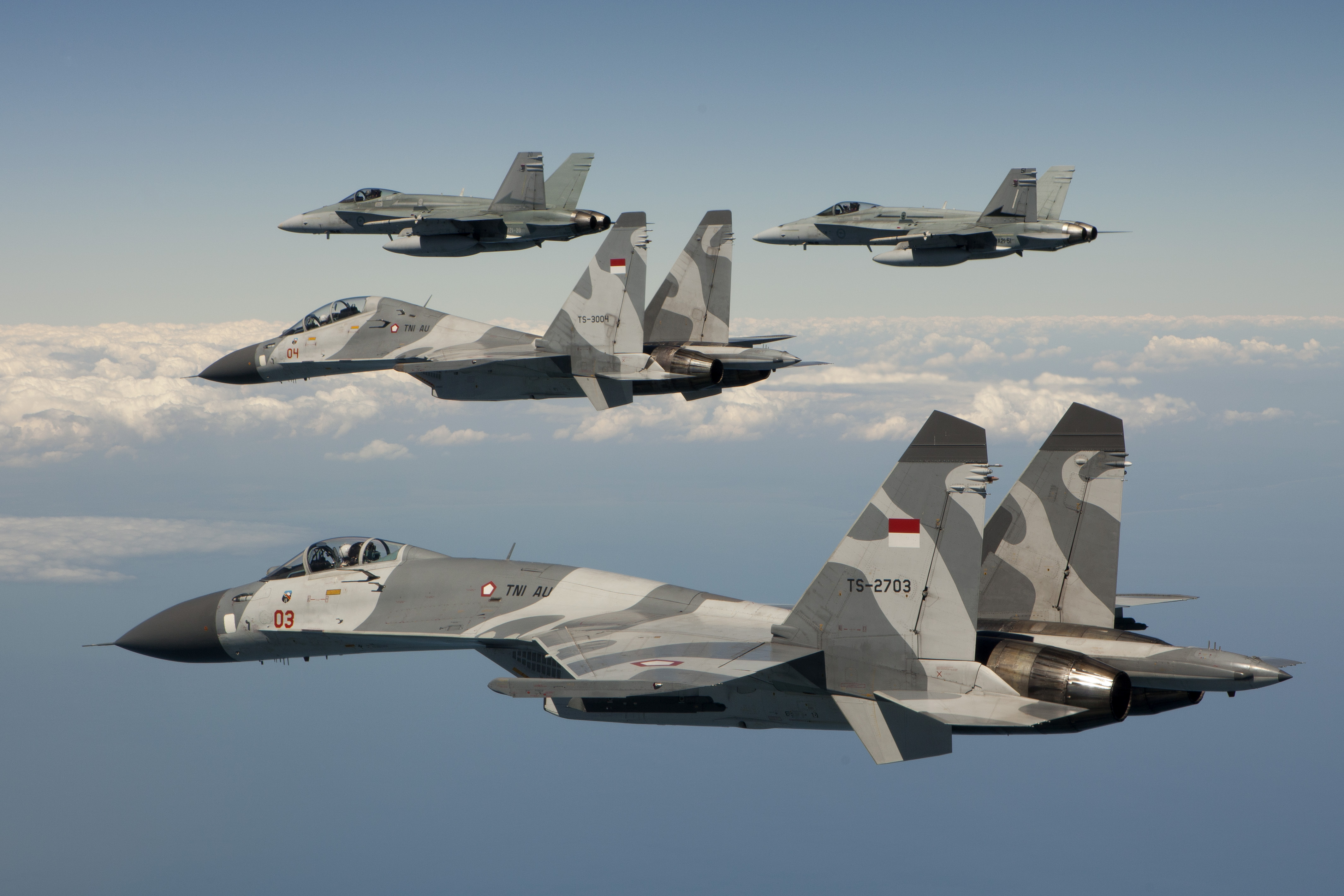
インドネシア空軍のSu-27SKM（一番手前）。手前から2機目は同じくインドネシア空軍のSu-30MK2（奥の2機はオーストラリア空軍のF/A-18）。

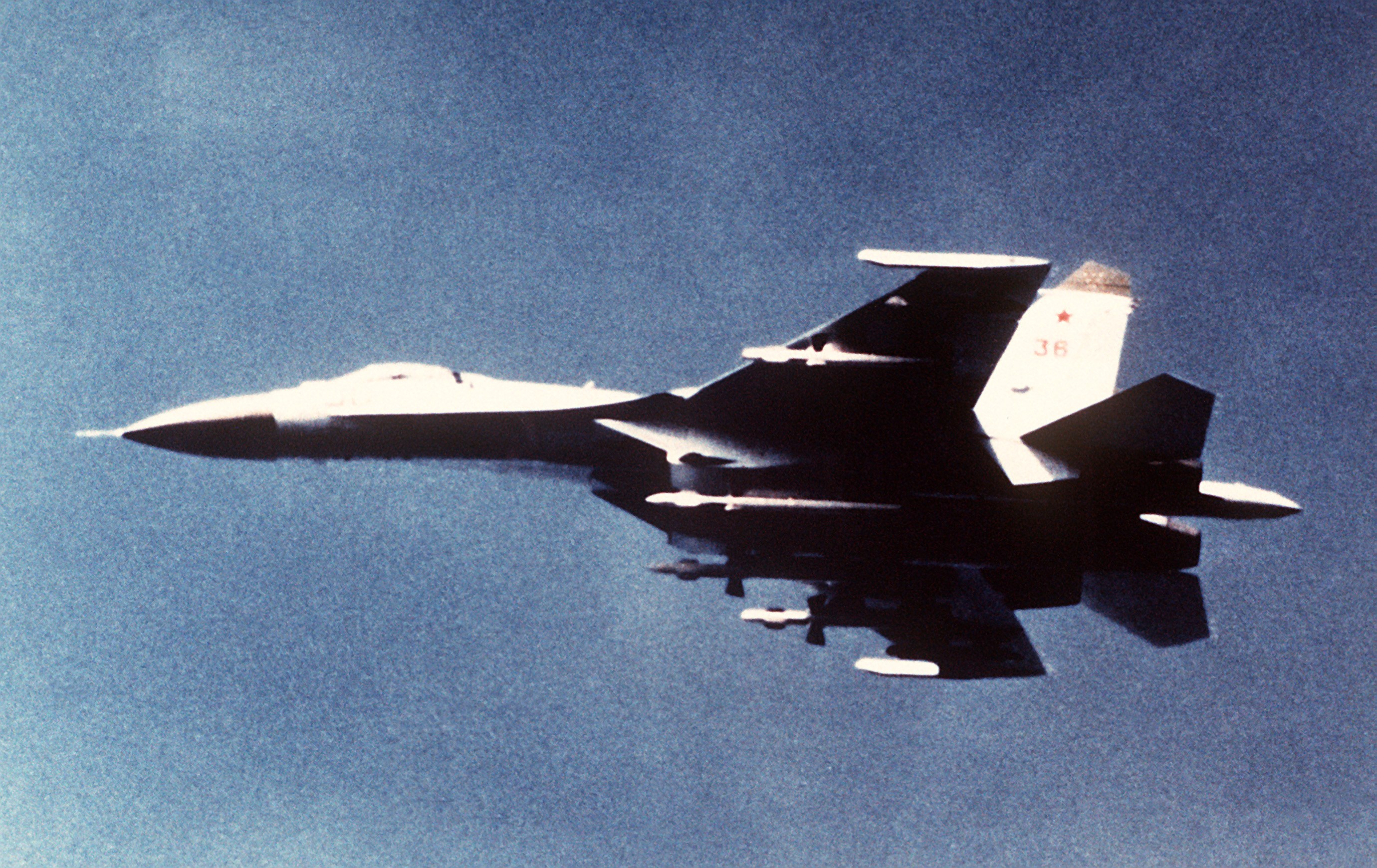
Su-27P

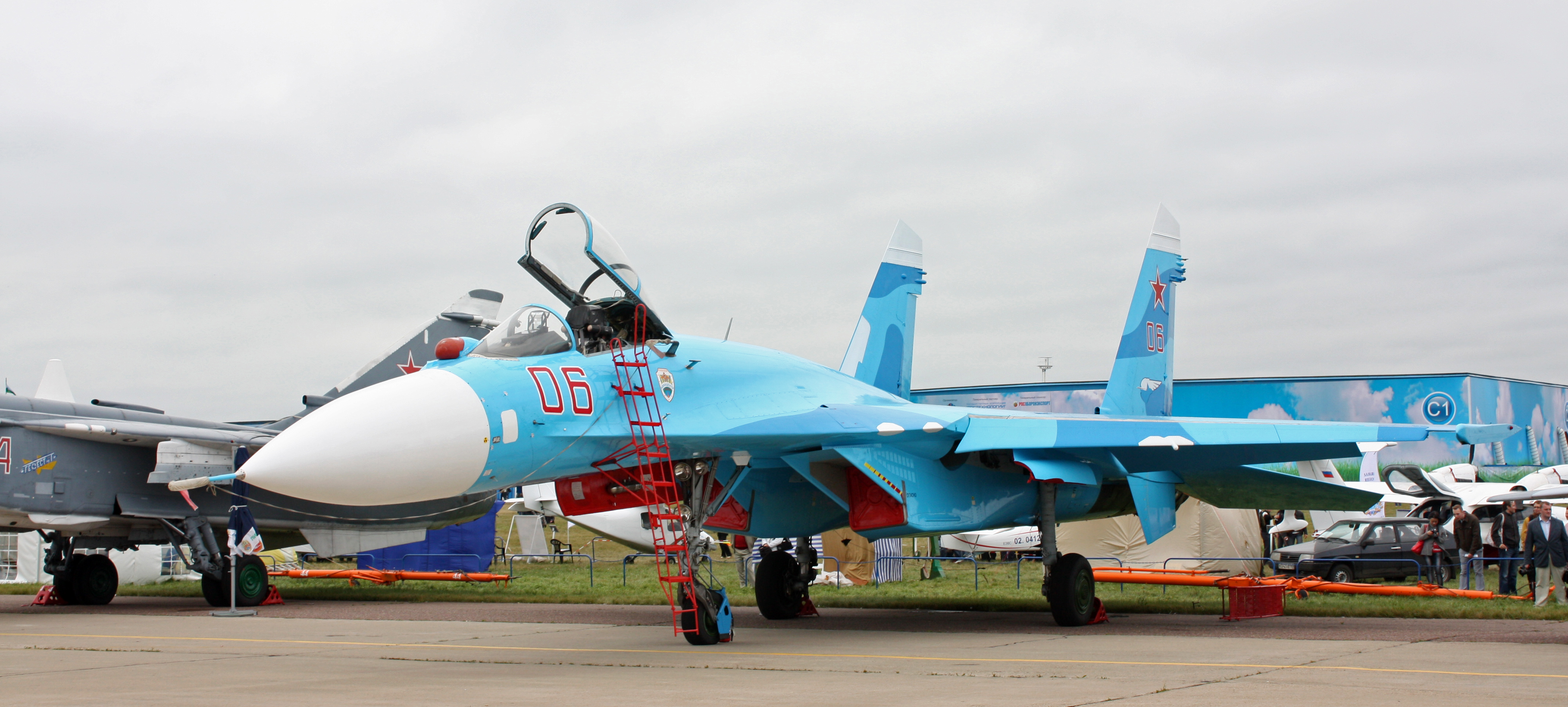
Su-27SM

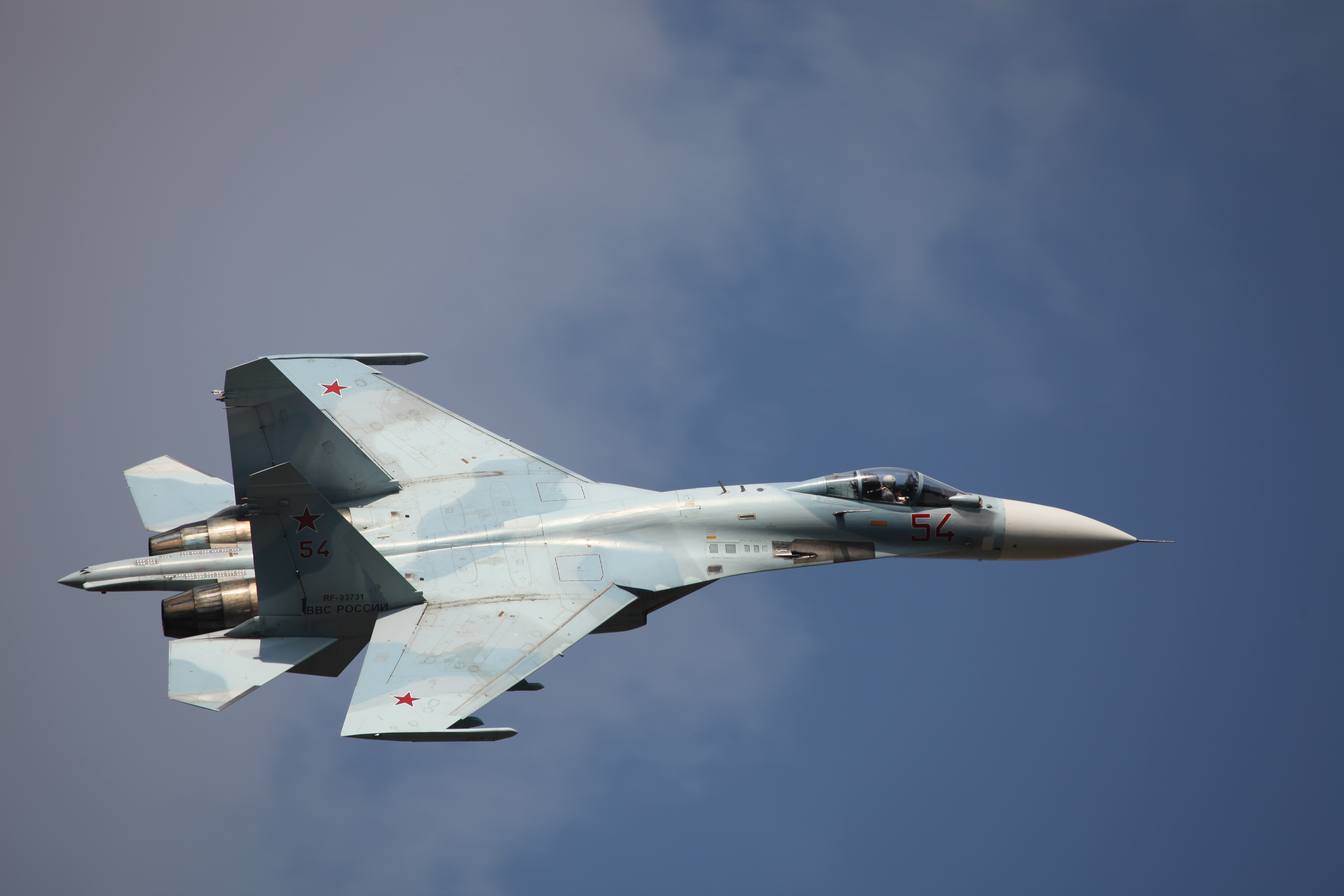
Su-27SM3

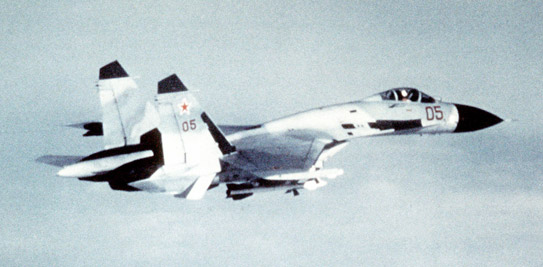
Su-27
T-10Sを基にした前量産型。

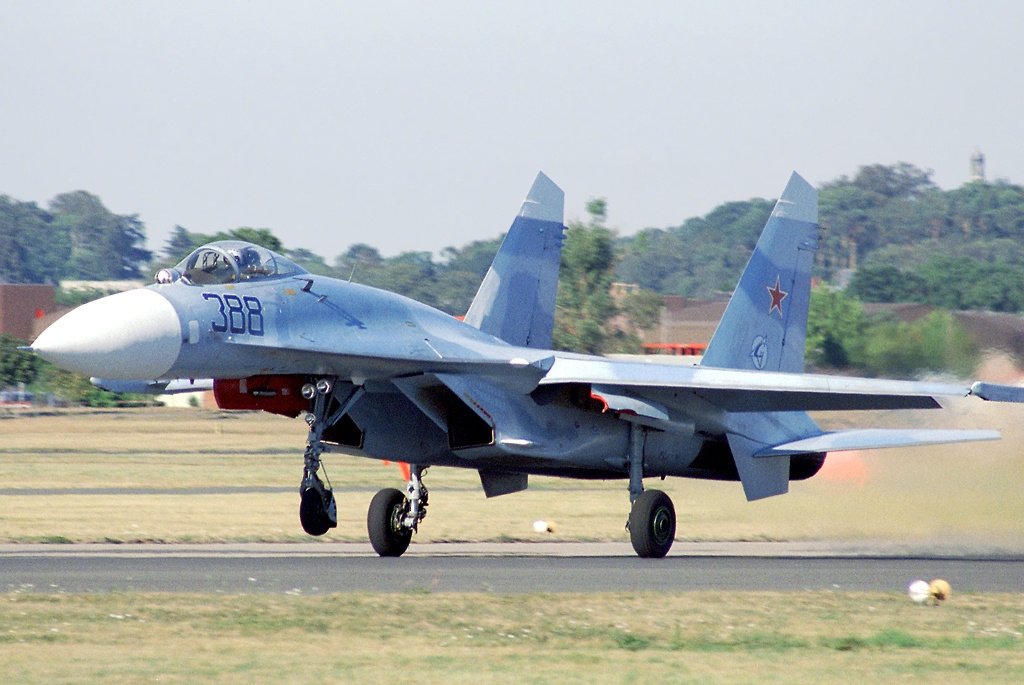
Su-27S
Su-27の空軍仕様の改修型。2文字目の「S」は Серийный の略号で、量産を意味する。
Su-27とはテイルコーン側面のアンテナの有無及びチャフ／フレアディスペンサーの装備数が異なる。NATOではフランカーB (Flanker-B) と呼んで識別した。
ソビエト時代にはソビエト連邦諸国にのみ配備されていたが、ソビエト崩壊後は構成諸国であったウクライナやベラルーシなどから中古機としてエチオピアなどに転売されている。
Su-27S1M
ウクライナにおける近代化改修型。
Su-27SK
Su-27Sの輸出向けの機体として開発されたダウングレード型。2文字目の「K」は Коммерческий の略号で、商業を意味する。
殲撃11型（殲-11、J-11）
Su-27SKの中華人民共和国ライセンス生産型。生産は1995年から行われた。
殲撃11型B（殲-11B、J-11B）
中国独自開発改良型。
機体設計変更とレーダー波吸収塗料により、レーダー反射断面をJ-11の15m2から5～3m2に抑制、マルチロール化した近代化改修機。中国製の最新機材が搭載されてアビオニクスが大幅強化、中国産武装も搭載運用できる。
非ライセンスのため、ロシアとの間で問題となる。
Su-27SKM
Su-27SKの発展型。Su-35/37が高価であるため輸出向けの廉価型として開発された。
機内燃料の増加、空中給油への対応、外部増槽への対応、ハードポイントの12箇所への増加、空対地ミサイル運用能力の付加、コクピットにマルチファンクションディスプレイを装備してのグラスコックピット化などの改良が行われている。
試作機1機のほか、インドネシア空軍向けに3機が生産されたにとどまる。
Su-27P
防空軍仕様。Pとは防空軍（PVO；ロシア語: ПВО）仕様の意味。非常に細かな差異はあるが基本的に空軍型Su-27Sと同一の機体である。
防空軍の併合に伴い、現役機のほぼ全ては改修されてSu-27S仕様に統一されている。
Su-27P1M
ウクライナにおける近代化改修型。
Su-27SM
ロシア空軍で既存のSu-27に対し近代化改修がされた型。2002年12月27日に初飛行。SMは Серийный Mодернизированный（量産・近代化）の略。
外見は殆ど変わらないが、90年代に開発されたSu-35/37などのデモンストレーション機で蓄積された技術が投入されており、アビオニクス面で大幅に強化されている。
レーダーはN001VEPに換装されR-77、Kh-29L/T、Kh-31A/P、Kh-35、KAB-250Kr、KAB-500Kr、KAB-1500Krの運用能力が付加されたほか、探知距離が延伸され10目標探知2目標追尾の同時交戦能力を獲得した。
計器板はMFDであるMFI-10-6M 2基とMFIP-6 1基となりグラスコックピット化、ヘッドアップディスプレイもSILS-27Mに変更された。
IRSTは改良が施されたOEPS-27Mとなり視界確保のため右側にオフセット搭載された。
航法装置はGPS/GLONASS統合型のA737-010に換装、エンジンは信頼性が向上したAL-31FM1に換装、レーダー警報受信機はSPO-32に換装された。そのほかHOTAS概念の導入が行われ電子戦装置などにも改良が行われた。

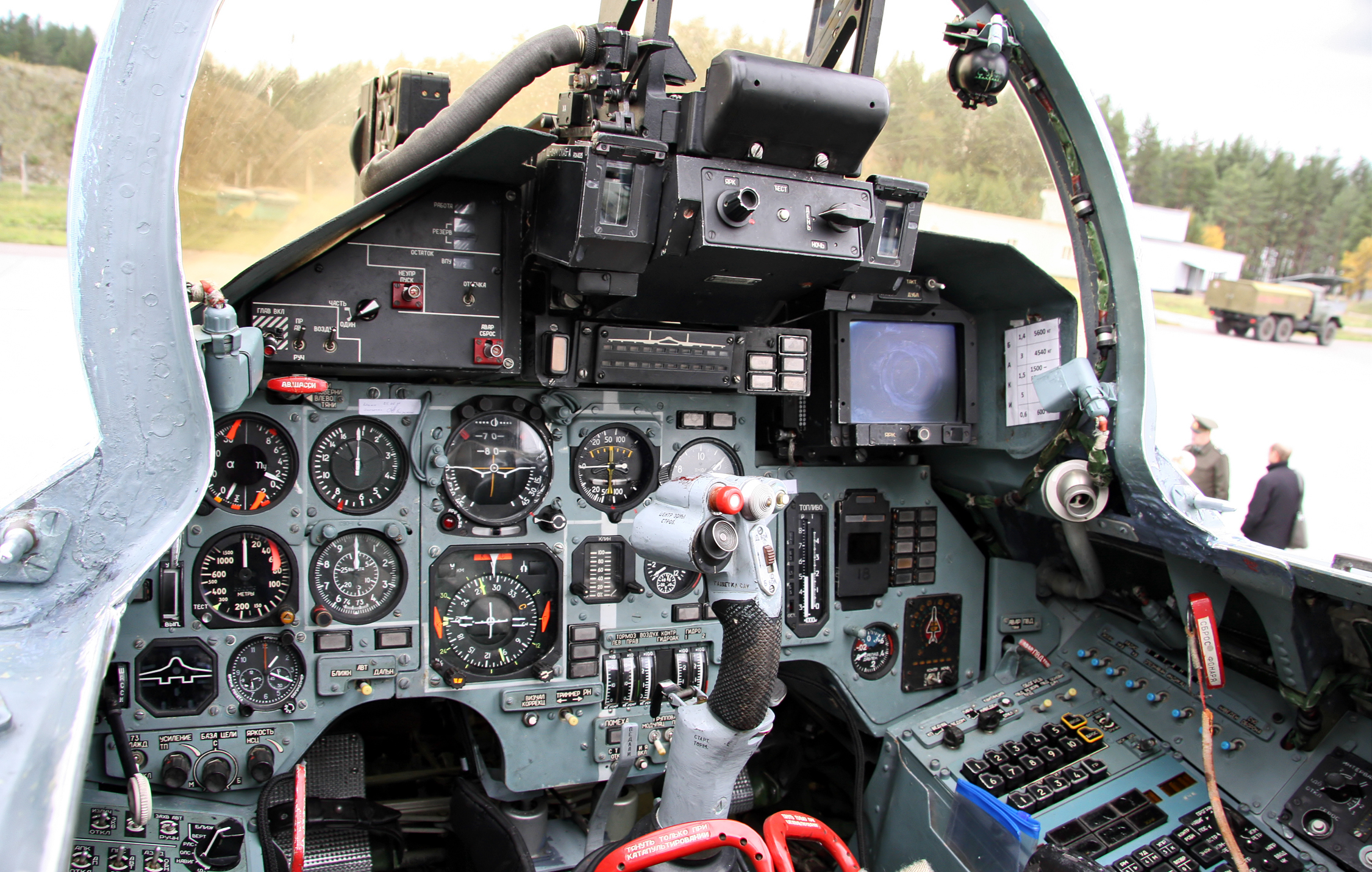
近代化以前のコックピット (Su-27S)
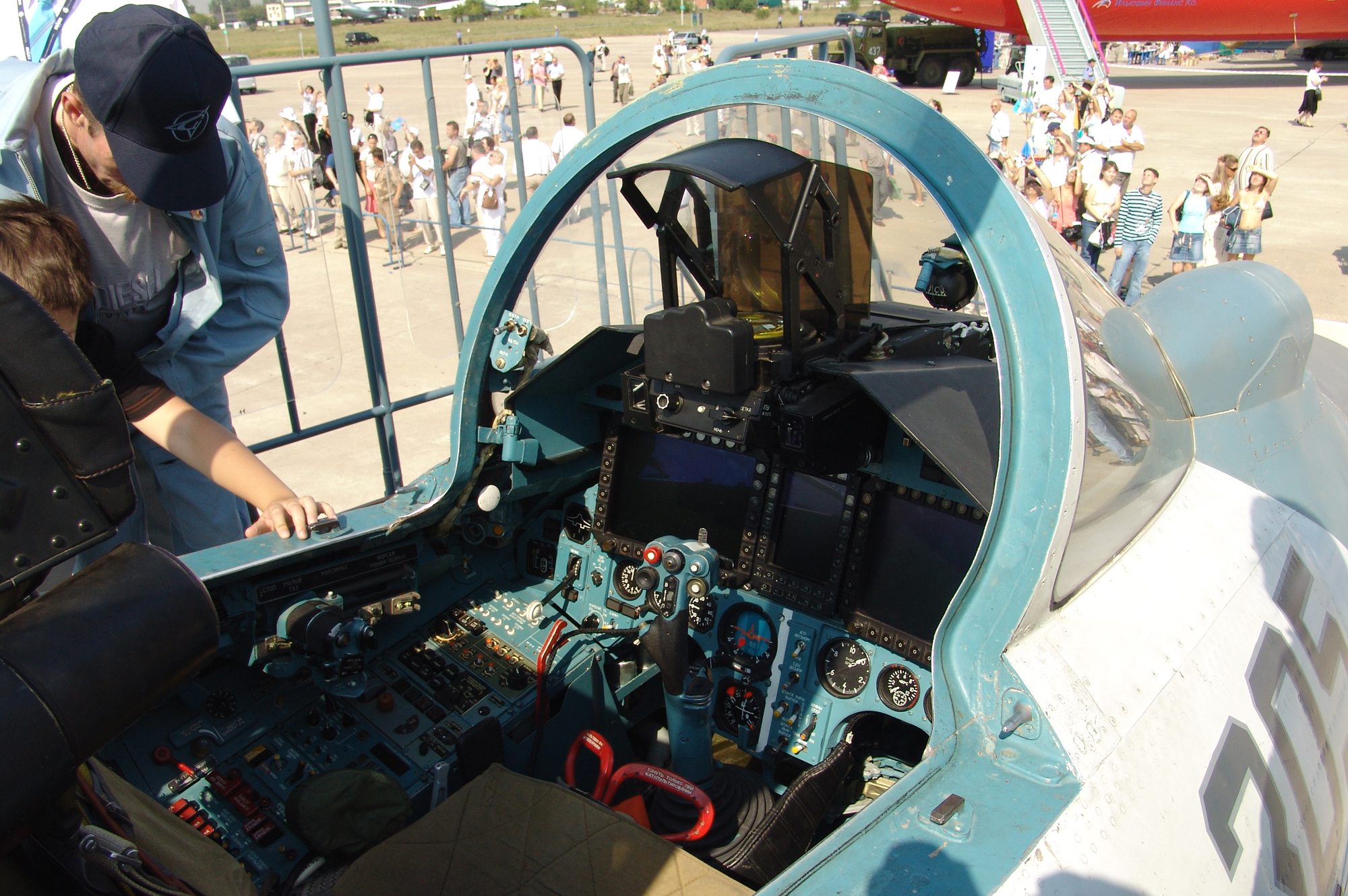
近代化後のコックピット (Su-27SKM)

Su-27SM2
Su-27SMを更に発展させた近代化改修型。当機はSu-27を元に改造された機体で、一時期Su-35を名乗っていたが、完全新造機であるSu-35BMに名称を譲っている。
Su-35
Su-27SM2に準じた発展型。Su-27M系列の初代Su-35との混同を避けるために試作機名称T-10BMに基づいてSu-35BMとも呼ばれている。
Su-27SM3
Su-27SMの新造型。中国向けのSu-27SKのうち、キャンセルされて不要となった機体のエアフレームを流用して製造されたことが示唆されている。
AL-31F-M1エンジンを搭載し、延長された耐用年数を持つ。射程が伸びた新しい中距離空対空ミサイル(R-77-1)を運用するため、レーダーのアンテナ、エミッタおよび更新データリンクがアップグレードされており、コックピット管理システムが改良されデジタルコックピット化されている。

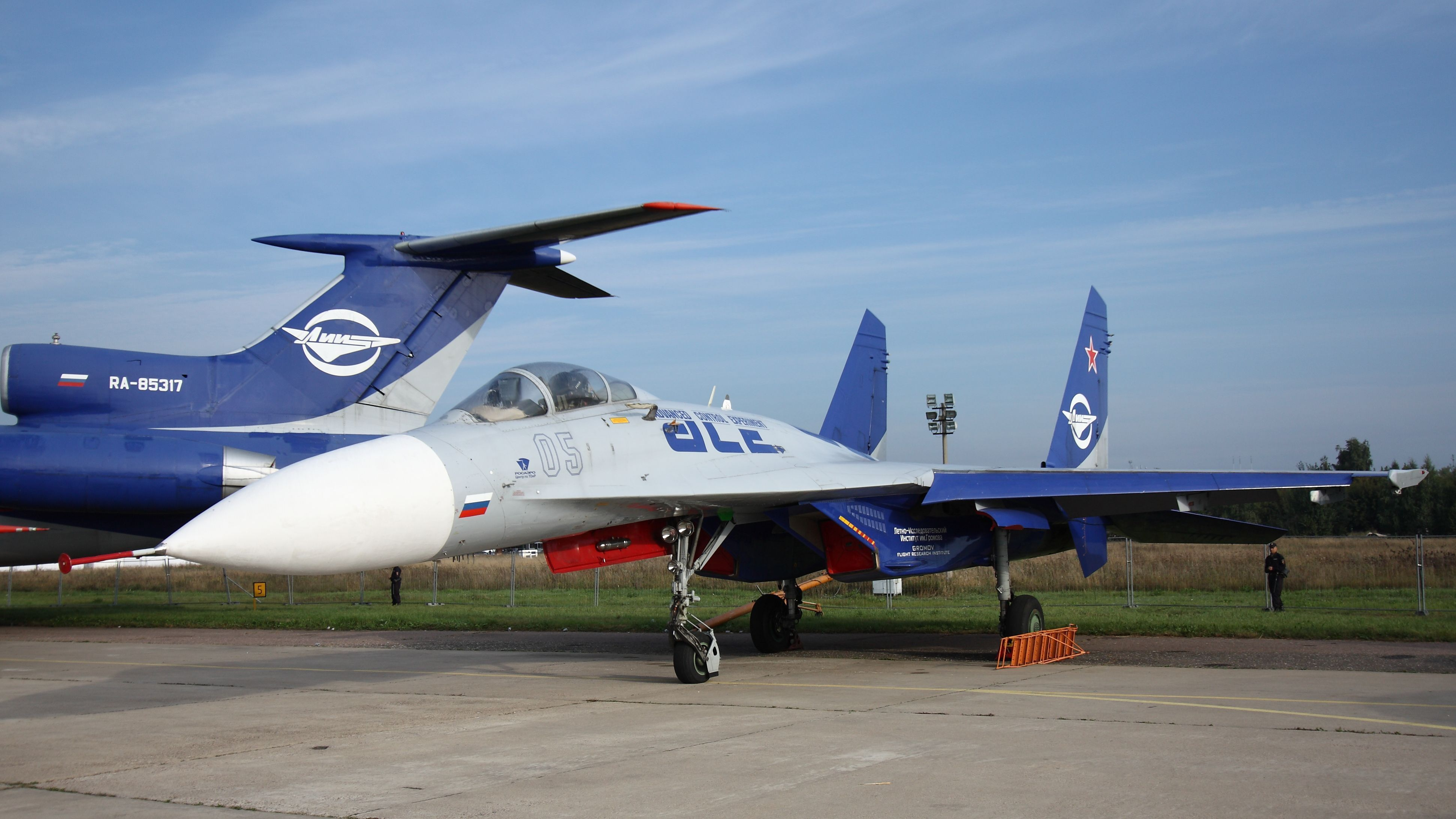
Su-27LL
ロシアのM・M・グロモフ記念航空研究所で使用されている各種試験用機。試験用装備以外の通常型との一番の差異はIRSTが装備されていないこと。
サイドスティック式操縦装置（普通の操縦桿も残してある）、レーザー索敵装置欺瞞装置、3次元ノズルなどの運用試験に用いられている。
Su-27LMK
運動能力向上機 (CCV) 試験機。
操縦装置はサイドスティック式（普通の操縦桿も残してある）でFADEC（フルデジタルエンジン制御装置）やスピン回復用のドラッグシュートなどを装備している。1990年より試験に用いられている。
Su-27RV
ロシア空軍のアクロバットチーム、ルースキエ・ヴィーチャズィ用の改修機。
GPS航法装置を装備し、西側の周波数に対応した航空無線機を特別に搭載している。また、演技用のスモーク発生装置を翼端に搭載する。

### Su-27UB系列

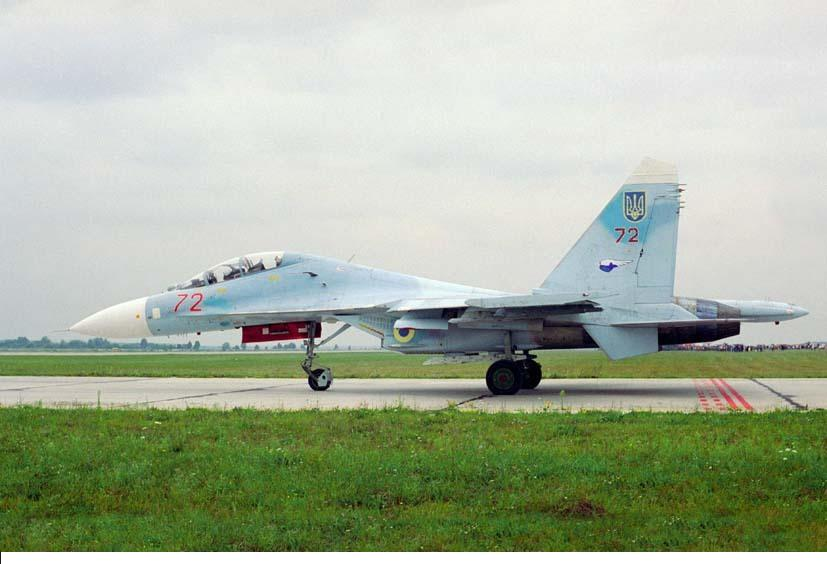
ウクライナ空軍のSu-27UB。コクピット以降の胴体背面の形状の違いと、方向舵下のかさ上げ部分に注目。

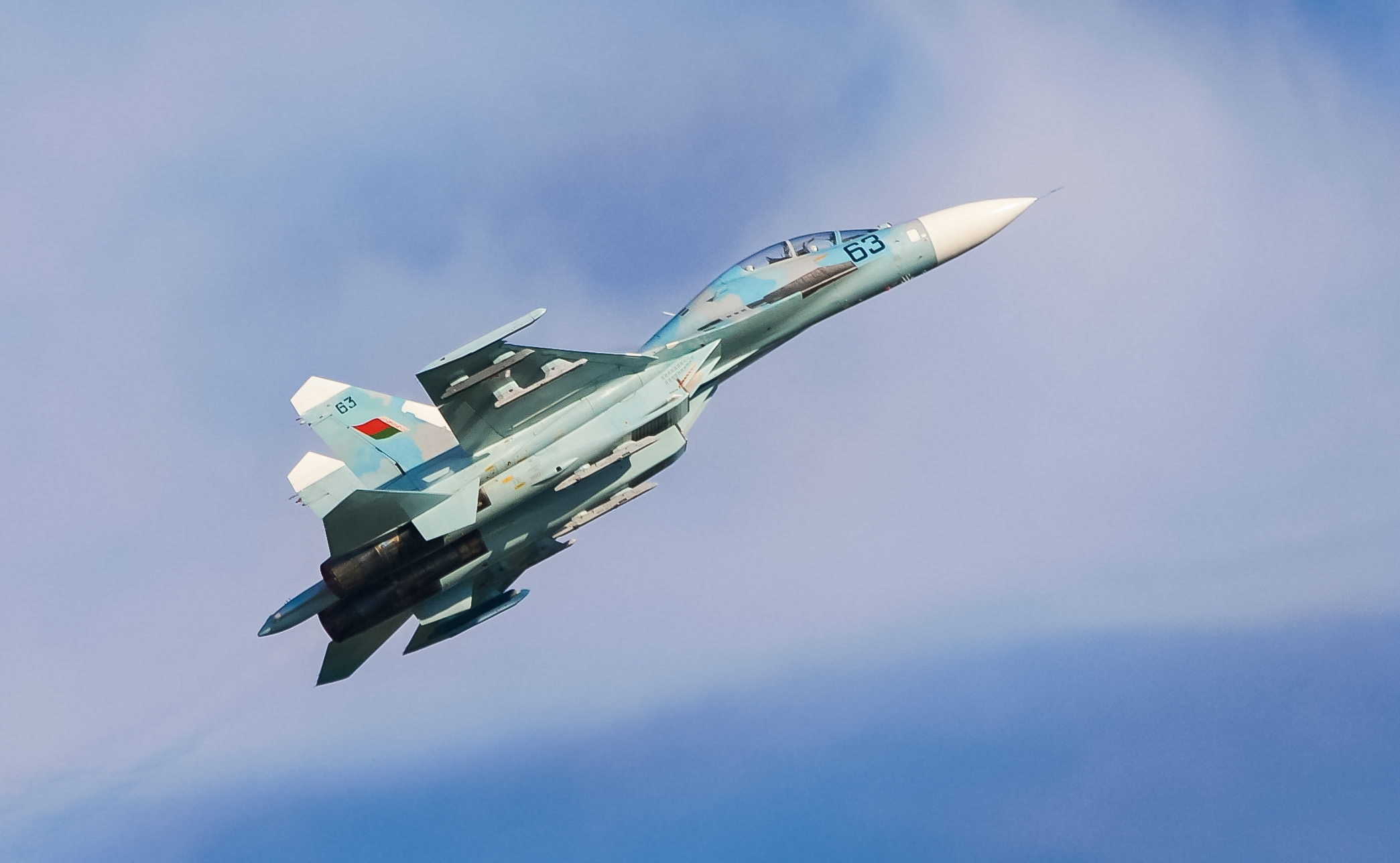
Su-27UBM1

Su-27UB
Su-27の複座練習機型。NATOではフランカーC (Flanker-C) と呼んで識別した。元のコックピットの後部に教官用のコックピットを追加しており、大きく段差を付けている。これに伴いドーサルスパインの形状が変わったほか、空力面・重量面で機体前後のバランスを取るために垂直尾翼が単座型より42cm高くなっている。
Su-27UB-PS
2次元ノズル試験機。箱型の2次元ノズルを装備している。ただし、左側しか改造されていない。

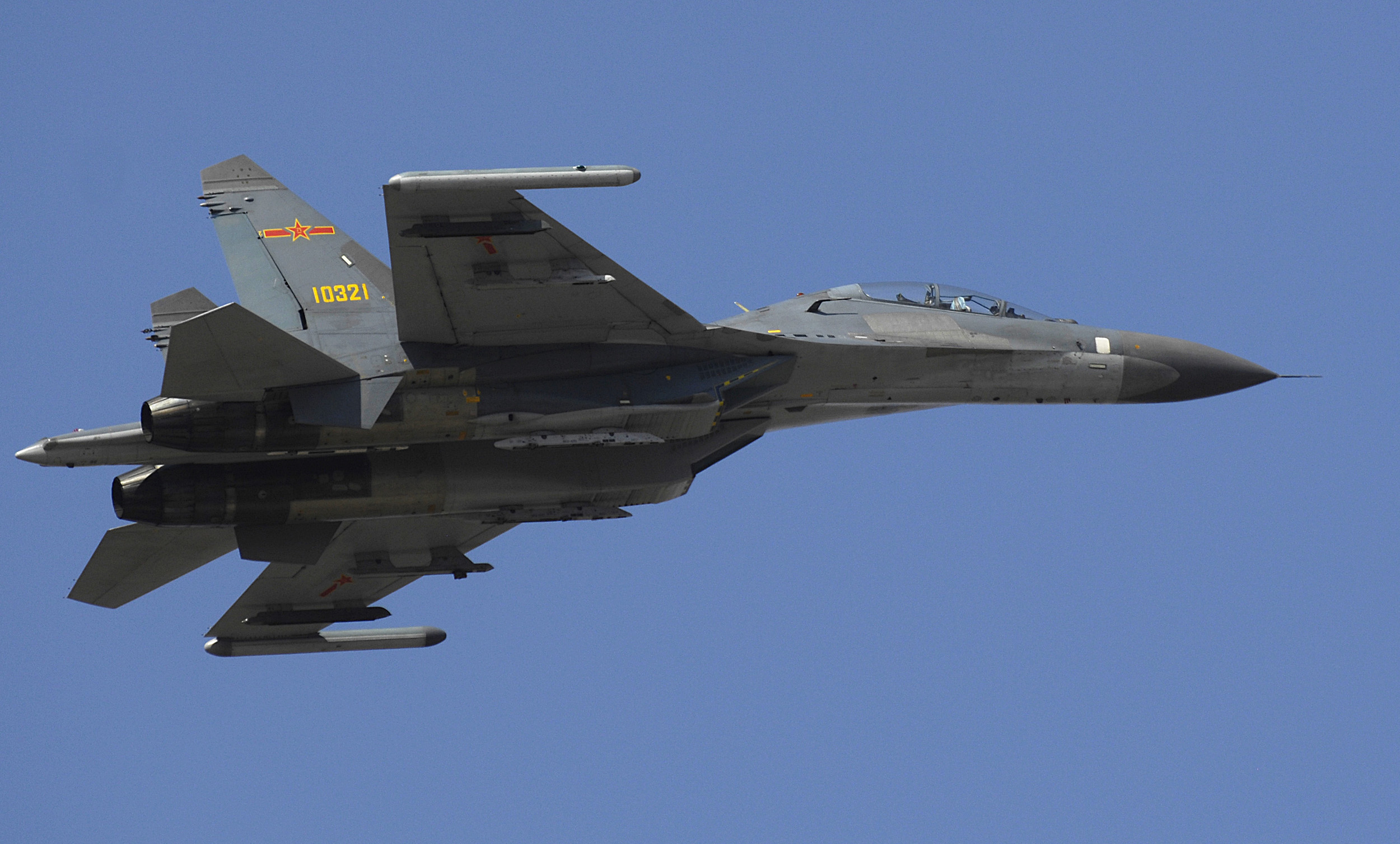
Su-27UBK
Su-27UBの輸出型。
殲撃11型BS（殲-11BS、J-11BS）
複座練習機型。Su-27UBKをもとにJ-11Bと同様なアプローチで中国が独自に設計変更を行い開発した機体。
Su-27UB1M
ウクライナにおける近代化改修型。
Su-27UBM
Su-27SMの複座型として開発されていたが、後にキャンセルされた。試作機1機のみが存在する。
Su-27UBM1
Su-27UBをベラルーシが改修したマルチロール型。既存のSu-27UBから改修され、ベラルーシ空軍及び防空軍に配備されている。
Su-27UBM2
カザフスタンのSu-27UBKをUBM1と同仕様に改修した機体。一部機材がUBM1と異なる。
Su-27UP
Su-27Pの複座型。
Su-27UP1M
ウクライナにおける近代化改修型。

#### Su-30系列

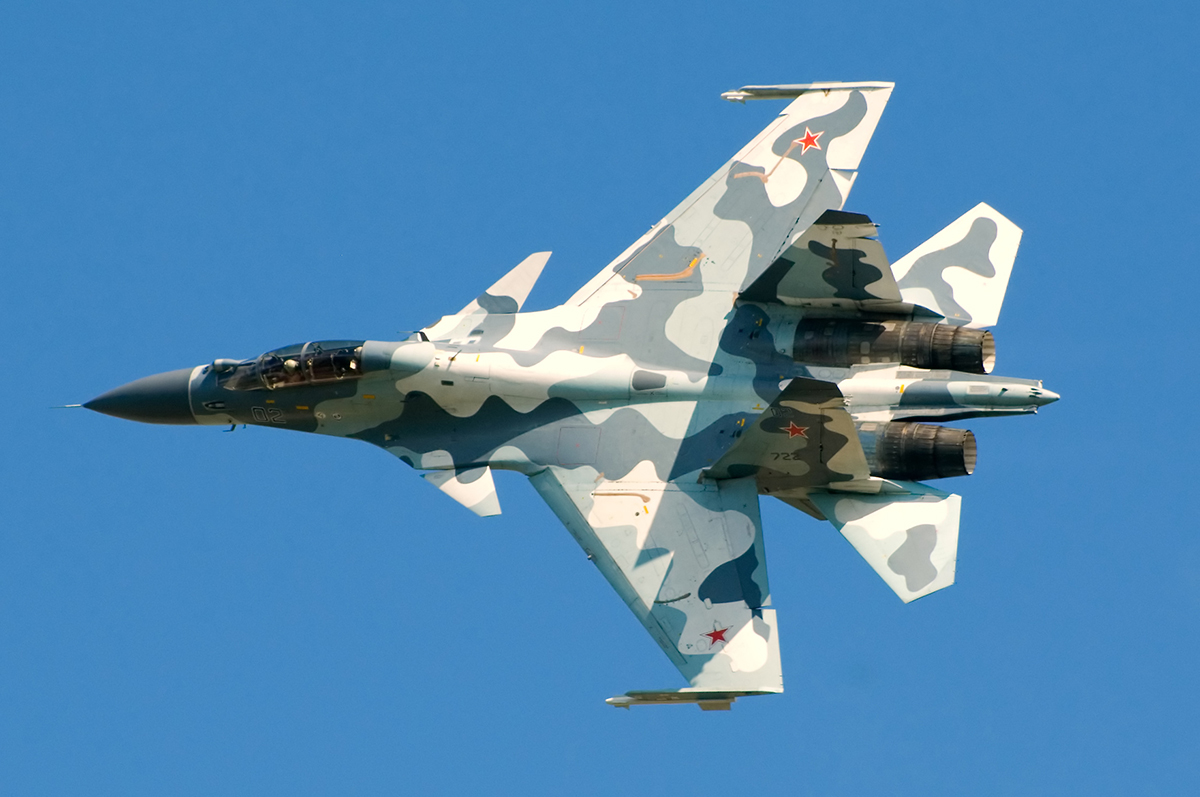
Su-27PU (Su-30)

Su-27PU
長距離迎撃戦闘機として開発された複座戦闘機。後にSu-30に改称。ロシア空軍自体には少数が配備されたに留まった。NATOではフランカーF1 (Flanker-F1) と呼んで識別した。
Su-30K
対地攻撃能力を付与した輸出型。生産の遅れていたSu-30MKIの代替としてインド空軍に18機が配備されたが、Su-30MKIの充足とヒンドスタン航空機でのライセンス生産の進捗に伴いロシアへ返却。ベラルーシで保管されていたが12機がベラルーシで近代化改修を受けた後にアンゴラへ引き渡された。
Su-30KI
Su-30Kの単座型。
インドネシア向けに開発されたが、同国の国内事情により何度か契約締結・契約破棄を繰り返した。また、同機に関連してメガワティ大統領の贈収賄疑惑も生じたことがあった。2005年現在、数機が同国空軍に配備されている。
Su-30KN
Su-30Kのアップグレード型。インド空軍へ配備されていたSu-30MK及びKが同仕様に改修されベラルーシが取得を検討していた。
Su-30M
Su-30を多用途任務化したもので、対地攻撃用兵装システムを装備したもの。NATOではフランカーF2 (Flanker-F2) と呼んで識別した。
Su-30M2
Su-30の2番目の改良型を示す名称で、カナード翼とTVCを搭載。1997年に初飛行している。
Su-30MK
Su-30の設計を発展させた複座のマルチロール輸出型。数種類の発展型が開発されている。
Su-30MKI
インドに配備中の複座のマルチロール型で、カナード翼と推力偏向装置を備える。ヒンドスタン航空機でのライセンス生産も契約されている。NATOではフランカーH (Flanker-H) と呼んで識別した。
Su-30MKA
Su-30MKIをベースとしたアルジェリア向けマルチロール型。
Su-30MKM
マレーシアに輸出された複座のマルチロール型で、Su-30MKIに準ずる機体。
Su-30MKT
タイ向けの輸出型。性能はSU-30MKMに順ずる。
2005年12月19日の報道によれば、5億USドルで12機のSu-30MKTの購入を契約したがクーデターにより実現しなかった。
Su-30SM
ロシア空軍向けでSu-30MKIをベースとしており、カナード翼と推力偏向装置を備える。
Su-30MKK
中華人民共和国に配備中の複座マルチロール型。推力偏向装置は装備されず、MKKでは対艦攻撃能力もオミットされているが、レーダーと電子装置は新型に換装されている。
NATOではフランカーG (Flanker-G) と呼んで識別した。
Su-30MK2
Su-30MKの能力向上型でKh-59などの空対艦ミサイルを運用可能である。カナード翼とTVCは非搭載。
中国海軍やウガンダ、インドネシアなど数カ国で運用中。
Su-30MKV
2006年にベネズエラに輸出された複座のマルチロール型。
Su-30MK2V
ベトナム向け生産型。
Su-30M2
ロシア仕様。アビオニクスをSu-27SMと共通化している。前述のSu-30M2とは関係がない。20機が生産された。
Su-30MK3
Su-30MK2よりレーダーやエンジンが強化され、対艦攻撃能力が追加された機体で、中国海軍にSu-30MK2に続き導入予定であった。計画のみ。
殲撃16型
中国がJ-11Bの複座型であるJ-11BSをベースに中国海軍のSu-30MK2と同仕様に改修して開発した機体。中国海軍で運用中。
国産のWS-10A 太行エンジンを搭載。カナード翼とTVCは非搭載。空対艦ミサイルを運用可能。
Su-30MKL
リビア向けの輸出型。計画のみ。

### 艦上戦闘機型
Su-27K
Su-27の艦上戦闘機型。K型とはКорабль（艦上型）の意味。NATOではフランカーD(Flanker-D) と呼んで識別した。

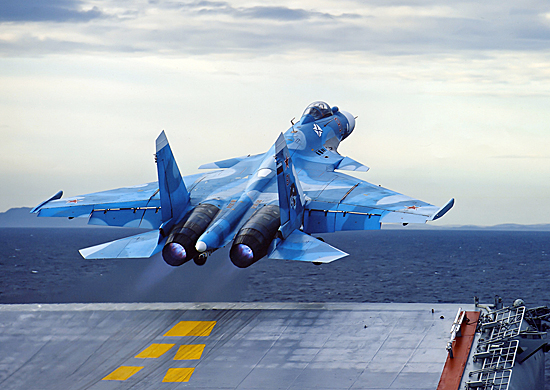
Su-27K (Su-33)

Su-33
Su-27Kを改称。ソビエト海軍時代に開発された艦上戦闘機型。ロシア海軍に採用された。
尚、中華人民共和国は本機の原型機であるT-10Kをウクライナから1機購入しJ-15を開発した。
Su-27KUB (Su-33UB)
Su-27K (Su-33) の並列複座型。
殲撃15型
中国がSu-33の試作機であるT-10K-7を参考にJ-11Bをベースに開発した艦上戦闘機。
Su-27KI モルニヤ
原子力空母での蒸気カタパルト運用を前提としたSu-27の艦上戦闘機型。カナードがなく、垂直尾翼の形状が異なるほか、ベントラルフィンを備えている。
ソビエト海軍が航空母艦の整備に消極的だった為計画中止となった。
Su-27KSh グローザ
原子力空母での蒸気カタパルト運用を前提としたSu-27の艦上攻撃機型。主翼形状はT-10と同じオージー翼で、カナードは備えていない。
ソビエト海軍が航空母艦の整備に消極的だったため計画中止となった。
Su-27KM
1980年代の初めに、建造計画が進められた「重航空機搭載巡洋艦（後のアドミラル・クズネツォフ級）」に搭載するために開発された大型艦上戦闘機。続いて建造されるソビエト海軍初の正規航空母艦（プロィェクト11437型、ウリヤノフスク級）の搭載機としても内定していた。
「Su-27KM」の制式番号だが、Su-27シリーズとの共通性はほぼ無く、Su-27の基礎設計を発展させた新規設計の機体である。前進翼を採用した革命的な新型戦闘機として期待されたが、財政難によりソビエト海軍が航空母艦の整備に消極的になった為に計画は中止され、Su-27の艦上機改修型であるSu-27K (Su-33) の開発計画に一本化された。
後にスホーイ設計局はSu-27KMの設計を陸上戦闘機に発展させてS-32を計画し、S-37 (Su-47) を製造するに至る。

### 戦闘爆撃機型

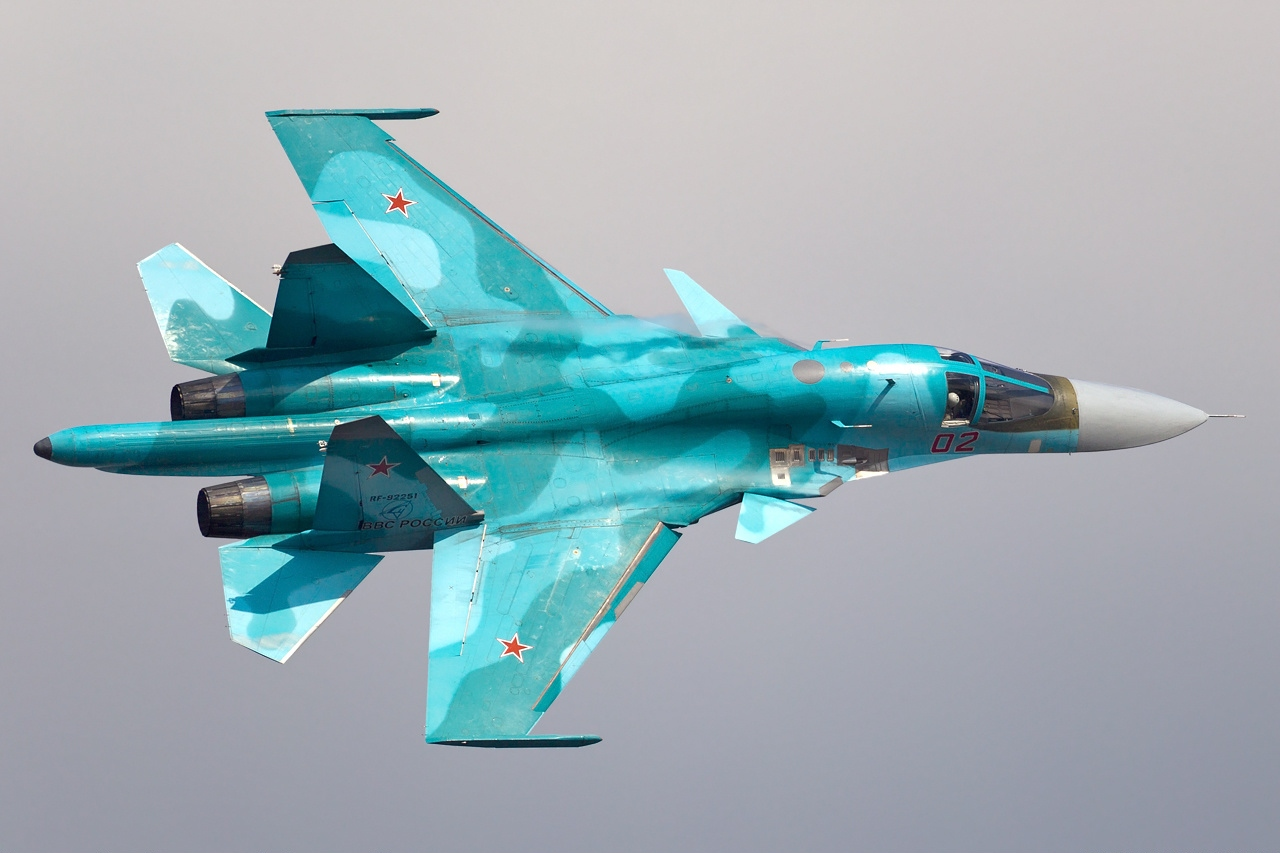
Su-27IB (Su-34)

Su-27IB
Su-30をベースとした戦闘爆撃機。
飛行中における乗員間の意思疎通を考慮しコックピットは並列複座方式に変更されており、機首はSu-27に比べて大型化されている。コックピットは通常巡航時には与圧され、生存性向上のためにチタン合金によって装甲されている。与圧構造のためもありキャノピーは開閉せず、搭乗員は前脚収容庫内の扉から乗降する。操縦席後方には長時間飛行に備えて簡易トイレと簡易ギャレーも設置されている。
低空侵入能力向上のための航法・攻撃・地形追随・回避レーダー、レーニネツB004フェーズド・アレイ・レーダー、大型化されたテイルコーンに後方警戒レーダー、深部侵攻作戦時の低空飛行安定性向上のため飛行安定制御システムを装備した。重量増加に対応するため主脚はタンデム配置のダブルタイヤになっている。1990年4月初飛行。
Su-34
Su-27IBを改修し名称を変更したもの。2006年にロシア空軍が制式採用した。NATOでは「Fullback（フルバック：「フランカー」と同じくラグビーやアメリカンフットボールのポジションの一つ）」と呼んで識別した。
F-15イーグルの戦闘爆撃機型であるF-15Eがストライクイーグルとよばれることから旧西側からはSu-32/34はストライクフランカーと呼ばれることもある。同様に日本国外では「プラティパス」（platypus：「カモノハシ」の意）というニックネームも使われることがある。
Su-34M
改良型。
Su-32FN
沿岸哨戒任務用の機体。
赤外線画像装置やレーザー測距装置等に加えソノブイや磁気探知装置を装備している。また、対潜ミサイルの運用能力の付加やシー・スネーク・レーダーの装備により対潜哨戒機としての運用も可能である。

## 運用国

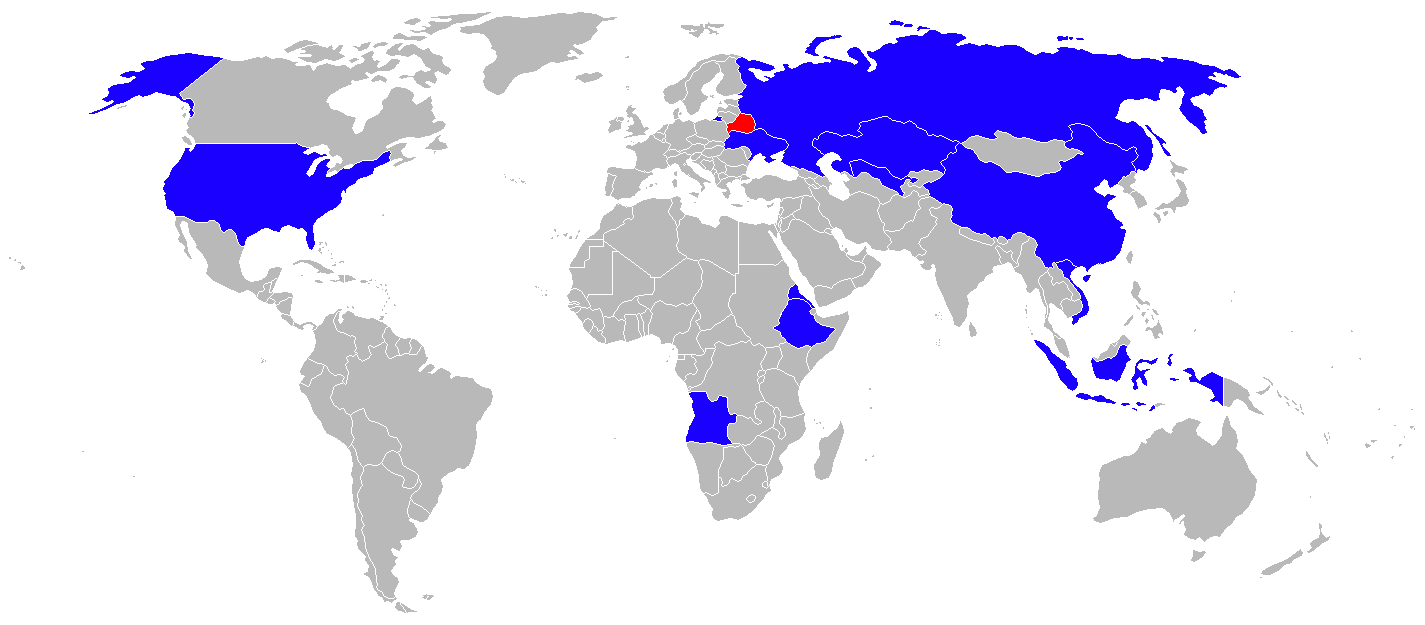
Su-27と派生型を採用した国（青）

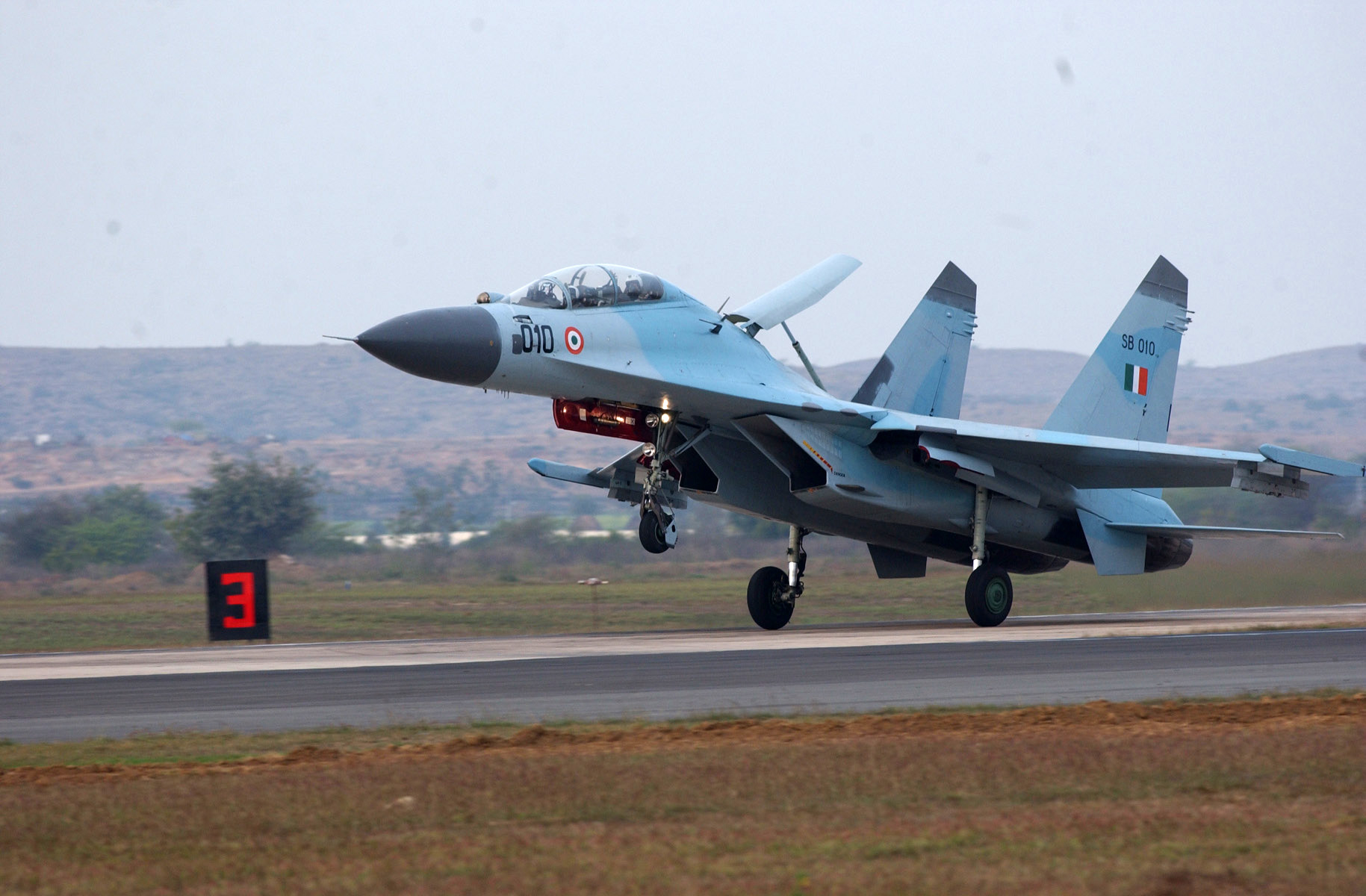
インド空軍のSu-30MKI

### 現役
ロシア
空軍 - Su-27/S/SM/P/UB/UBM/30/30M/30M2/30MK/30SM/34/35S
海軍航空隊 - Su-27/UB/33/30SM
 ウクライナ
空軍 - Su-27/S/UB
防空軍 - Su-27/S/UB
ウクライナ防空軍は2004年に空軍に統合されたため、防空軍のSu-27も全機空軍に移管された。
 カザフスタン
防空軍 - 2023年時点で、20機のSu-27と4機のSu-27UBを保有している。
 ウズベキスタン
空軍 - 2023年時点で、26機のSu-27S/UBを保管している。
 中華人民共和国
 インドネシア
空軍 - Su-27SK 2機、Su-27SKM 3機、Su-30MK 2機、Su-30MK2 9機
インドネシアには、以前よりSu-27やSu-30の輸出契約が結ばれては、経済危機や同国の政権交代のたびにキャンセルされるという状態が続いていた。しかし、2005年までにSu-27SとSu-30MKと同様の規格と思われる機体がそれぞれ2機ずつ納入された。
同国では旧式化したF-16Aなどを代替する機体を必要としており、また国内ゲリラ組織への対地攻撃機の需要もあることからその後もSu-30MK2等が増備された。
さらに2016年2月には10機のSu-35を購入する契約に同意した。
 ベトナム
空軍 - Su-27SK 6機、Su-27UBK 3機、Su-27K 2機、Su-30MK2V 12機
 アンゴラ
空軍 - Su-27/S/UB 計8機
インド空軍で使用されていたSu-30KとMKがSu-30KN仕様に改修され、ベラルーシが取得を検討していたが最終的にはアンゴラが取得した。
 エチオピア
空軍 - Su-27/S/UB 計15機
 アメリカ合衆国
空軍
アメリカでは、1990年代に評価試験用に中古の2機をアメリカ空軍が購入したというが詳細は不明である。
民間
2009年、イリノイ州ロックフォードの Pride Aircraft がウクライナ空軍の中古のSu-27UBを2機購入している。同社のSu-27UBは民間機である事から固定武装及び兵装システムは撤去されており、各種通信・電子機器も旧西側製の物に換装する改造が施されている。主として曲技飛行や展示飛行に用いられていたが、現在（2012年）はコレクターに全機売却されたとみられる。

### 退役済み
ソビエト連邦
空軍 Su-27/S/UB
防空軍 - Su-27/P/UB
海軍航空隊 - Su-27/UB/K
ソ連崩壊に伴い、ロシアやウクライナ、ベラルーシ、カザフスタン、ウズベキスタンが分割して継承。
 ベラルーシ
空軍及び防空軍 - Su-27/S/UB/UBM1
このほか、2017年に12機のSu-30SMをロシアに発注し、2019年にうち4機を受領。

### 購入計画があった国
日本
航空自衛隊 - Su-27
一部のウェブサイトに『1990年代の末、防衛庁（当時）にロシア側から打診があり、航空自衛隊の飛行教導隊にアグレッサー機として配備する計画があり、ロシアは日本にSu-27の売り込みを続け、技術ライセンスを含む購入計画もあったものの、諸事情によりキャンセルとなった』と記載されているが、実際に予算に盛り込んだり日本での代理店やライセンス生産を請け負う企業が名乗りを上げるなど「購入計画」と言えるほどに具体化したことはない。
航空自衛隊にロシア製の航空機を導入するとなれば、日本やアメリカと規格の全く異なる航空機を運用しなければならないために制約と困難が多く、仮にSu-27が導入できたとしても、配備先が教導飛行隊のみでは費用対効果を始め、補給整備の煩雑化や稼働率の維持など、どれだけの意義があったのかの疑問も呈されている。
スホーイ設計局のミハイル・A・ボゴジアンは2000年8月の日経産業新聞のインタビューで「もし希望があれば所定の手続きにのっとって交渉できる。フランカーの開発、実用化の過程で膨大な国家資金を投じた。購入機数が数機程度では、商談に発展しないだろう。交渉を前進させるには一定の機数（12機）確保が前提条件となる」と答えた。このことから（このインタビューの数年前にあったであろう）交渉は「所定の手続き」に至るだけの進展はなかったこと、自衛隊側が購入を意図したとしても数機以下の、かつてのヴァンパイア練習機のようなサンプル購入であり、ロシア側の望むような飛行隊が編成できる数量ではなかったことが推察できる。実際、購入予定であったものは新造品ではなく中古機であったという。
機体の購入こそ行わなかったものの、1998年10月に航空自衛隊のパイロット2名をロシアに派遣し、実際にSu-27への体験搭乗を行っている。
 ブラジル
空軍 - Su-35/UB
 メキシコ
海軍 - Su-27/UB
メキシコでは、同国の沿岸権益を守るためとして海軍にSu-27×8機とSu-27UB×2機を配備することを決定した。しかし、後にアメリカの圧力を受けて撤回された。

## 仕様
- 乗員：パイロット1名
- 全長：21.94m
- 全幅：14.70m
- 全高：5.93m
- 翼面積：62.0m2
- 翼面荷重：371 kg/m2; (76 lb/ft2)
- 空虚重量：17,700 kg
- 最大離陸重量：33,000 kg
- 動力：リューリカ設計局製AL-31F アフターバーナー付きターボファン×2
  - ドライ推力：7,600kgf×2
  - アフターバーナー推力：12,500kgf×2
- 最大速度：M2.3 アフターバーナー
- 実用上昇限度：19,000m(62,523 ft)
- 上昇率：300 m/s(54,000 ft/min)
- 航続距離：約4,000 km
- 燃料容量[25]：9,400 kg（20,724 lb）
- 最大運用高度：18,000m
- 翼面荷重（最大離陸重量時）：532 kg/m2
- 推力重量比：1.07（56%の燃料を搭載しての値）
- 運用寿命：3,000時間[26]
- アビオニクス
  - 火器管制レーダー
    - N001メーチ
    - N001VEP（Su-27SM以降）

  - レーダー警報受信機
    - SPO-15
    - SPO-32（Su-27SM以降）

  - APP-50 チャフ・フレア・ディスペンサー
- 固定武装： GSh-30-1 30mm機関砲×1（150発）
- 搭載兵器： 10つのハードポイントに分割して空対空ミサイルや空対地ミサイル、ロケット弾、爆弾を選択できる。合計4,430 kg(9,770 lb)の兵装を搭載可能[25]

- 空対空ミサイル
  - R-27
  - R-73
  - R-77（Su-27SM以降）
- 空対地ミサイル
  - Kh-29（Su-27SM以降）
- 対艦ミサイル
  - Kh-31A（Su-27SM以降）
  - Kh-35（Su-27SM以降）
- 対レーダーミサイル
  - Kh-31P（Su-27SM以降）

- 無誘導爆弾
  - FAB-250
  - FAB-500
  - RBK-250
  - RBK-500
- 誘導爆弾
  - KAB-500KR（英語版）（Su-27SM以降）
  - KAB-500L（英語版）（Su-27SM以降）
- ロケット弾
  - S-8
  - S-13
  - S-24
  - S-25
  - SMKB[27]